# Trận El Alamein thứ hai
Trận El Alamein thứ hai diễn ra trong vòng 20 ngày từ 23 tháng 10 đến 11 tháng 11 năm 1942 ở gần thành phố duyên hải El Alamein của Ai Cập, và chiến thắng của Đồng Minh tại đây đã đánh dấu một bước ngoặt quan trọng của Chiến dịch Sa mạc Tây trong Chiến tranh thế giới thứ hai. Trận này nối tiếp trận El Alamein thứ nhất trước đó đã chặn đứng đà tiến quân của phe Trục vào lãnh thổ Ai Cập, và đến tháng 8 năm 1942, trung tướng Bernard Montgomery đã tiếp nhận quyền chỉ huy Tập đoàn quân số 8 Anh của tướng Claude Auchinleck.
Có thể coi chiến thắng của quân Đồng Minh trong trận này là một trong những thắng lợi quyết định của cuộc chiến, góp phần xoay chuyển thế trận sang chiều hướng có lợi cho họ. Nó đã làm thay đổi toàn diện tình hình chiến sự tại Mặt trận Bắc Phi và chấm dứt mối đe dọa đối với Ai Cập, kênh đào Suez, cũng như khả năng uy hiếp các mỏ dầu ở Trung Đông và Ba Tư của quân đội phe Trục qua ngả Bắc Phi. Từ góc độ tâm lý, El Alamein đã vực dậy tinh thần phe Đồng Minh, vì đây là chiến dịch tấn công lớn đầu tiên chống lại quân Đức mà quân Đồng Minh phương Tây giành được một thắng lợi quyết định kể từ khi chiến tranh bùng nổ ở châu Âu năm 1939.

## Bối cảnh

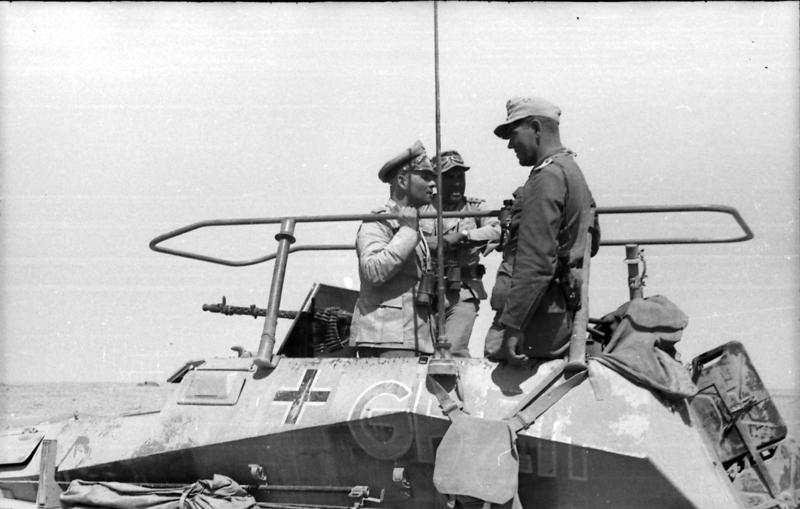
Erwin Rommel (xa nhất bên trái) trên chiếc xe chỉ huy half-track SdKfz.250/3 của mình.

Cho đến ngày 12 tháng 7 năm 1942, sau thắng lợi trong trận Gazala, Tập đoàn Panzer châu Phi (Panzerarmee Afrika) bao gồm các đơn vị bộ binh và cơ giới của Đức và Ý dưới sự chỉ huy của Thống chế Erwin Rommel đã tiến sâu vào đất Ai Cập, đe dọa quyền kiểm soát kênh đào Suez của Đế quốc Anh. Tướng Claude Auchinleck chỉ huy Tập đoàn quân 8 của Anh phải rút lui về phạm vi quanh thành phố Alexandria 80 km, đến một vị trí mà có vùng Đất trũng Qattara trải đến trong vòng 64 km quanh El Alamein bên bờ biển. Vị trí này dễ phòng thủ vì có độ dài mặt trận tương đối ngắn và giúp đảm bảo bên sườn do xe tăng không thể đi qua được vùng Đất trũng. Tại đây, vào đầu tháng 7, đà tiến công của phe Trục đã bị chặn lại trong Trận El Alamein thứ nhất.
Trong tháng 7, Tập đoàn quân 8 nhiều lần phản công nhưng đều thất bại vì Rommel đã tiến hành chấn chỉnh giúp đội quân kiệt sức của ông ta tập hợp lại được. Đến cuối tháng 7, Auchinleck cho hủy bỏ mọi hoạt động tấn công nhằm xây dựng lại lực lượng. Qua đầu tháng 8, thủ tướng Anh Winston Churchill và Đại tướng Sir Alan Brooke - tổng tham mưu trưởng Đế quốc Anh - ghé thăm Cairo và đã đưa đại tướng Sir Harold Alexander lên thay chức vụ Tổng tư lệnh Trung Đông của Auchinleck. Trung tướng William Gott được chọn làm chỉ huy Tập đoàn quân 8, nhưng ông đã chết trước khi nhận nhiệm vụ do máy bay chở ông bị không quân Đức bắn rơi. Trung tướng Bernard Montgomery do đó được cử làm tư lệnh Tập đoàn quân 8.
Trong lúc này quân Đức đang phải đối mặt với vấn đề các tuyến đường tiếp tế bị kéo xa quá mức. Đồng thời, nhận thức được nguồn lực tiếp viện hùng hậu cả về người và phương tiện của quân Đồng Minh đang trên đường đến mặt trận, Rommel đã quyết định tấn công quân Đồng Minh trước khi họ kịp hoàn thành việc tăng cường lực lượng. Hai sư đoàn thiết giáp thuộc Quân đoàn châu Phi cùng một lực lượng tạo thành từ các đơn vị trinh sát thuộc Tập đoàn Panzer châu Phi làm mũi nhọn tiên phong tấn công, nhưng đến ngày 30 tháng 8 năm 1942, quân Đồng Minh đã chặn đứng họ tại đỉnh Alam el Halfa và Điểm 102. Đây là trận chiến thứ hai diễn ra tại tuyến Alamein, Trận Alam el Halfa (thường bị gọi nhầm thành Alam Halfa). Cuộc tấn công bị thất bại, Tập đoàn Panzer châu Phi quay sang củng cố để chờ đợi một đòn phản công từ Tập đoàn quân 8 của Montgomery.
Những yếu tố thuận lợi cho kế hoạch phòng ngự của Tập đoàn quân 8 trong trận El Alamein thứ nhất - trận tuyến ngắn và bảo đảm bên sườn - bây giờ trở thành có lợi cho quân phòng thủ phe Trục. Hơn nữa, Rommel có nhiều thời gian để chuẩn bị các vị trí phòng ngự và bố trí các bãi mìn dày đặc (xấp xỉ 500.000 quả mìn) cùng dây kẽm gai. Alexander và Montgomery quyết tâm tạo cho được ưu thế áp đảo về lực lượng, không chỉ nhằm tạo được một bước đột phá mà còn để khai thác nó và tiêu diệt Tập đoàn Panzer châu Phi. Trong tất cả các trận đụng độ trước đó tại Sa mạc Tây kể từ năm 1941, chưa bao giờ bên thắng trận có đủ lực lượng để phát huy chiến quả nhằm một cách triệt để: bên thua vẫn luôn có thể rút lui và tái tập hợp lại gần các căn cứ tiếp tế chính của mình.
Sau 6 tuần lễ tập hợp lực lượng, Tập đoàn quân 8 của Anh đã sẵn sàng tấn công. Quân của Montgomery gồm 220.000 lính, 1.100 xe tăng đã mở cuộc tấn công vào quân của Rommel gồm 115.000 lính và 559 xe tăng thuộc Tập đoàn Panzer châu Phi.

## Trước trận đánh

### Kế hoạch của quân Đồng Minh

#### Chiến dịchLightfoot

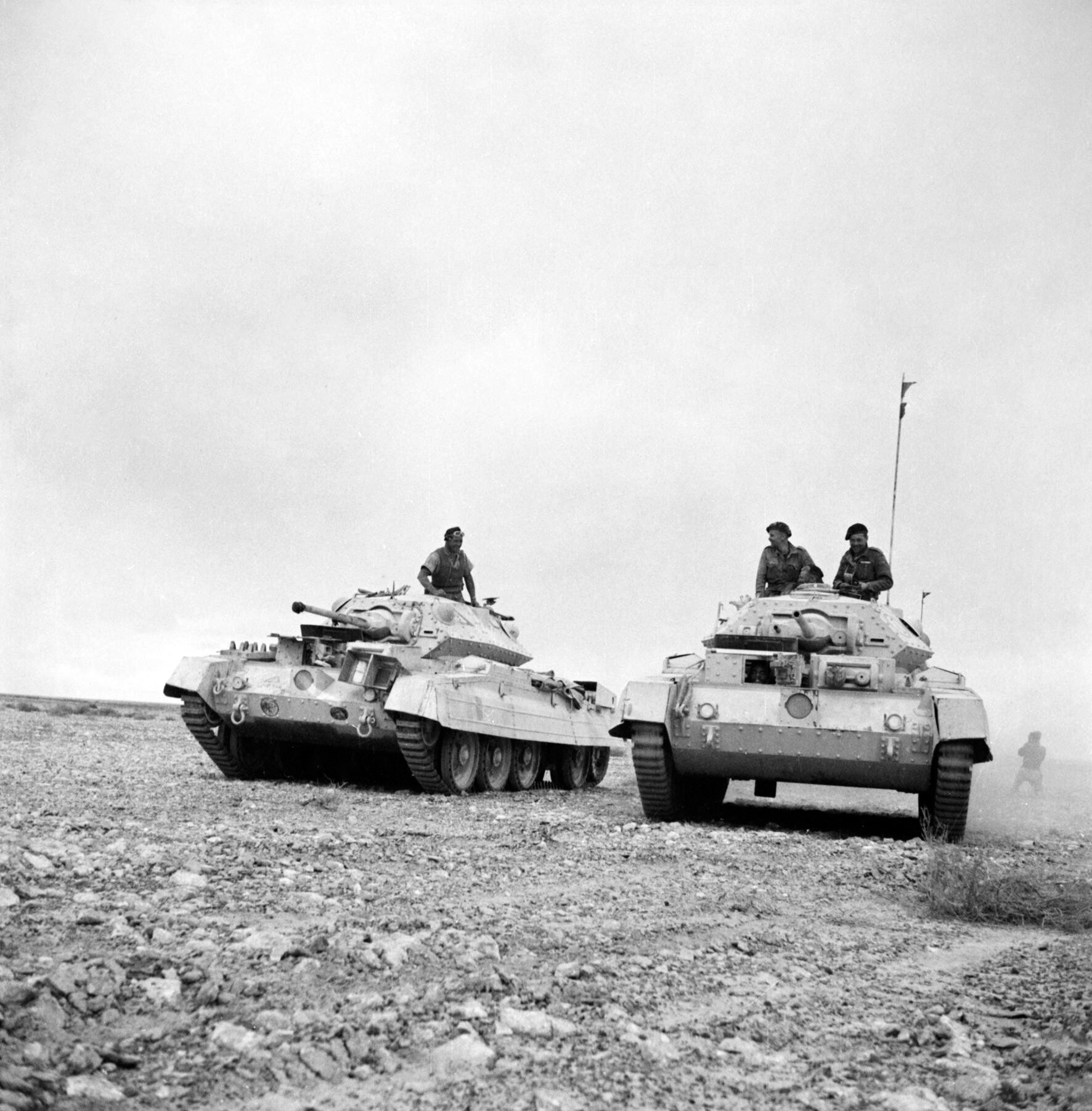
Xe tăng Anh tiến qua sa mạc

Với chiến dịch Lightfoot (nhẹ chân), Montgomery hy vọng sẽ tạo được hai hành lang xuyên qua bãi mìn của quân phe Trục ở phía bắc mặt trận. Một hành lang chạy theo hướng tây-nam băng qua quân khu của Sư đoàn New Zealand hướng về phía trung tâm Đỉnh Miteirya, hành lang còn lại chạy theo hướng tây, băng qua nơi cách phần cuối phía tây của Đỉnh Miteirya 2 dặm về phía bắc, nằm giữa vị trí của hai Sư đoàn 9 và 51 của Úc. Sau đó lực lượng thiết giáp sẽ tiến qua hai hành lang đó và đánh bại quân thiết giáp Đức. Những cuộc tấn công nghi binh tại Đỉnh Ruweisat ở trung tâm và cả ở phía nam trận tuyến sẽ giữ chân phần còn lại của lực lượng Đức không cho tiến xuống phía nam. Montgomery dự tính chỉ đánh 12 ngày trong 3 giai đoạn: đột nhập, không chiến và cuối cùng đánh gục đối phương.
Montgomery đã lên kế hoạch cho đêm đầu tiên của cuộc tấn công là sẽ đưa 4 sư đoàn bộ binh thuộc Quân đoàn XXX của Oliver Leese tiến binh trên một mặt trận dài 26 km hướng đến một mục tiêu có mật danh là Tuyến Oxalic, đánh tan quân phòng thủ tiền tiêu Đức. Trong khi đó công binh sẽ rà phá mìn và đánh dấu hai ngả đường tấn công xuyên qua bãi mìn, để qua đó các sư đoàn thiết giáp thuộc quân đoàn X do Herbert Lumsden chỉ huy sẽ tiến sang chiếm lấy tuyến Pierson. Họ sẽ tập hợp lại và tạm thời củng cố tại ngay sát phía tây vị trí của bộ binh, ngăn không cho quân thiết giáp can thiệp vào cuộc chiến của bộ binh. Sau đó họ sẽ tiến đến khu vực Skinflint nằm sâu trong tuyến phòng thủ của Đức và chắn ngang con đường xe lửa bên quan trọng Rahman để thách thức lực lượng thiết giáp địch.
Máy dò mìn Ba Lan được trung úy Józef Kosacki thiết kế ở Scotland năm 1941, lần đầu tiên đã được đưa vào sử dụng trên thực địa. 500 máy trong số đó được cấp cho Tập đoàn quân 8. Chúng đã giúp nhân đôi tốc độ rà phá những bãi cát rải mìn dày đặc, từ 100 mét lên đến 200 mét mỗi giờ.

#### Chiến dịchBertram
Trong vòng vài tháng trước trận chiến, các lực lượng Khối Thịnh vượng chung Anh đã thực hiện một số mánh khóe nhằm gây nhầm lẫn cho bộ chỉ huy phe Trục, không chỉ tại nơi sẽ diễn ra trận đánh sắp tới, mà ở cả những nơi mà chiến sự có thể sẽ nổ ra. Hoạt động này mang mật danh Chiến dịch Bertram. Vào tháng 9, họ cho chất đống phế liệu (chẳng hạn như vỏ bao vứt đi) xuống dưới các tấm lưới ngụy trang ở quân khu phía bắc, khiến chúng trông như những kho đạn dược hoặc thực phẩm. Hiển nhiên phe Trục có nhận thấy chúng nhưng do không có chiến dịch tấn công nào diễn ra ngay sau đó và các "kho" này không có thay đổi gì về bề ngoài, nên sau này họ không để ý đến chúng nữa. Điều này cho phép Tập đoàn quân 8 dựng các kho quân nhu tại khu vực tiền tiêu bằng cách thay thế đồ phế thải bằng đạn dược, nhiên liệu hoặc thực phẩm trong đêm mà không bị phe Trục nhận ra. Đồng thời, một đường ống dẫn giả được xây dựng với hy vọng khiến cho phe Trục tin rằng cuộc tấn công sẽ diễn ra muộn hơn nhiều so với thực tế và ở xa hơn nhiều về phía nam. Để đánh lạc hướng hơn nữa, các xe tăng giả làm từ khung gỗ dán đặt trên xe jeep được dựng lên và bố trí ở khu vực phía nam. Trái lại, xe tăng thật dành cho cuộc chiến ở phía bắc đã được cải trang giống như xe tải chở đồ tiếp tế bằng cách đặt những tầng gỗ dán có thể tháo được lên trên.

### Kế hoạch của quân phe Trục

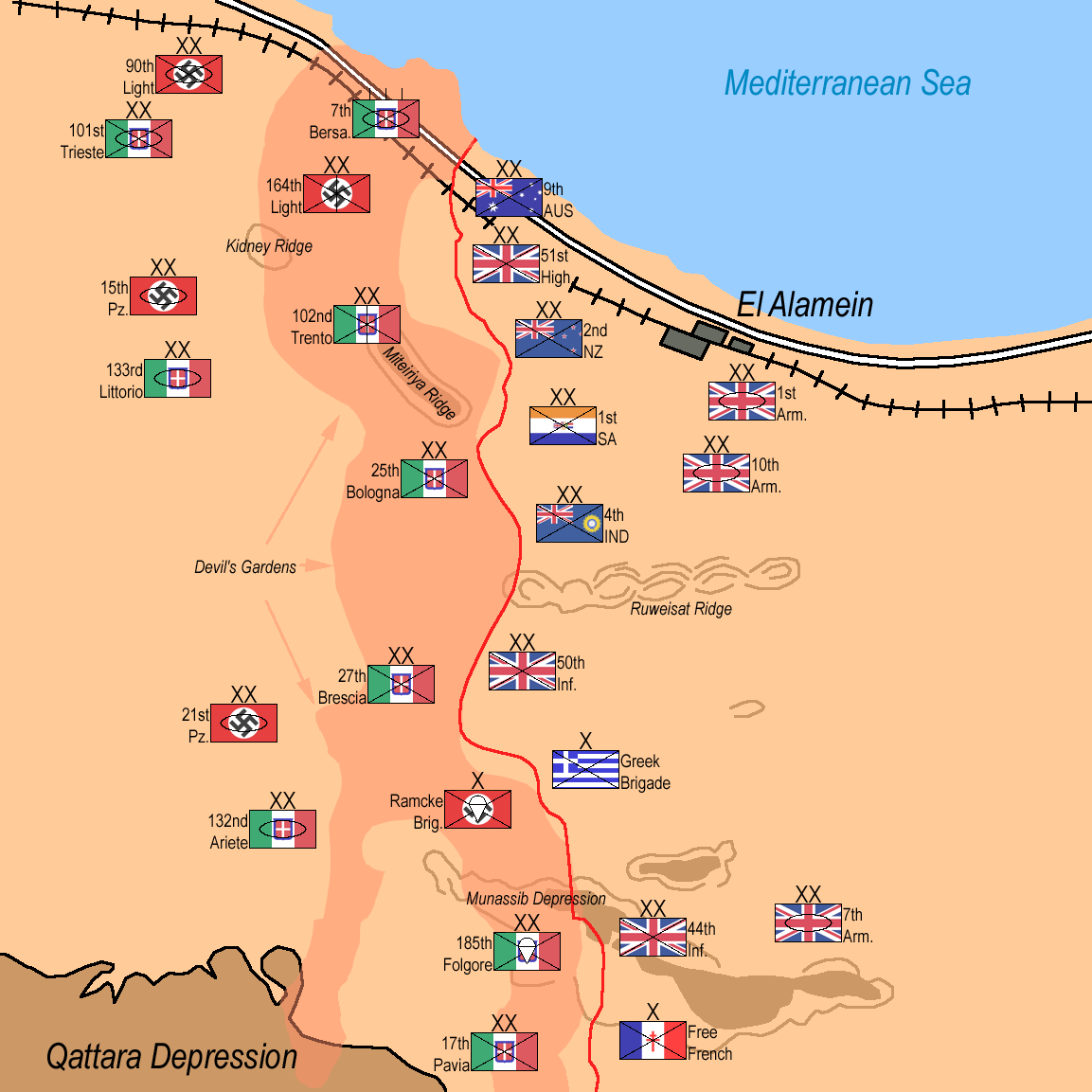
Vị trí quân sự ngay trước trận chiến

Sau thất bại trong cuộc tấn công tại Alam el Halfa, lực lượng phe Trục quay sang thế phòng ngự nhưng không chịu thiệt hại quá mức. Các tuyến tiếp tế của Đức-Ý bị kéo dài và họ phải phụ thuộc vào những đồ tiếp tế và trang bị bắt được của phe Đồng Minh vốn từ lâu đã được tiêu thụ. Cả bộ tham mưu Đức lẫn Ý đều báo với Rommel rằng đội quân của ông không thể được tiếp tế một cách đầy đủ từ những bến cảng ở xa như Tripoli và Benghazi. Bất chấp những lời cảnh báo này, Rommel vẫn thúc quân tiến đến Alamein và đúng như dự đoán, hệ thống tiếp tế không thể phân phối các vật tư thiết yếu từ các bến cảng đến được mặt trận. Trong khi đó thì các lực lượng Khối Thịnh vượng chung Anh đang được tái tiếp tế bằng nhân lực và nguyên vật liệu từ Anh, Ấn Độ, Úc và New Zealand, cùng với xe vận tải và xe tăng Sherman của Hoa Kỳ. Rommel tiếp tục yêu cầu trang thiết bị, đồ tiếp tế và nhiên liệu, nhưng lúc này trọng tâm của cỗ máy chiến tranh Đức đang đặt tại chiến trường Xô-Đức, nên chỉ có một lượng rất hạn chế đồ tiếp tế đến được Bắc Phi.
Thêm vào đó, Rommel lại ngã bệnh. Đầu tháng 9, người ta sắp đặt để ông về Đức nghỉ bệnh, và tướng Georg Stumme được triệu từ mặt trận Xô-Đức sang châu Phi thay thế Rommel. Trước khi về Đức vào ngày 23 tháng 9, Rommel đã tổ chức hệ thống phòng ngự theo kế hoạch và viết một bản đánh giá tình hình dài cho Bộ Tư lệnh Tối cao Đức, một lần nữa nêu ra những nhu cầu thiết yếu của Tập đoàn quân Thiết giáp..

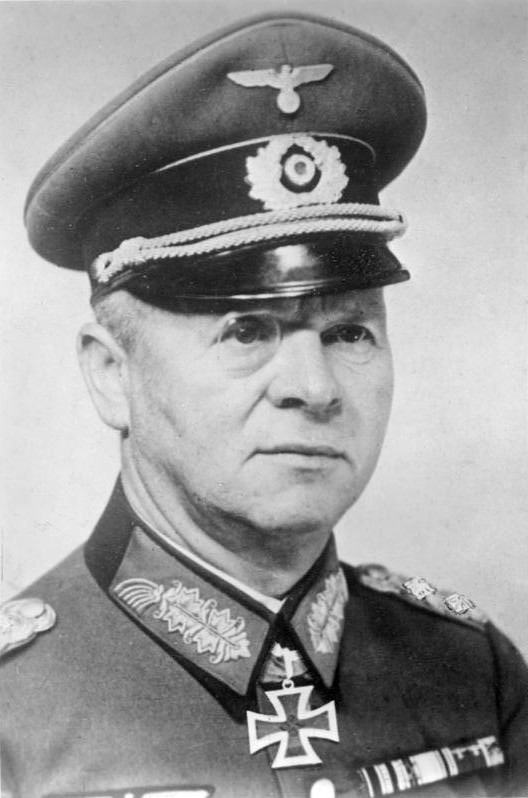
Georg Stumme năm 1940

Rommel biết rõ là lực lượng Khối Thịnh vượng chung Anh sẽ sớm có đầy đủ lực lượng để sẽ mở cuộc tổng tấn công. Niềm hy vọng duy nhất của ông bây giờ phụ thuộc vào việc quân Đức đang chiến đấu tại trận Stalingrad nhanh chóng đánh bại Hồng quân Liên Xô và tiến xuống phía nam qua vùng Kavkaz để uy hiếp Ba Tư (Iran) và Trung Đông. Điều này sẽ khiến một lực lượng lớn quân Khối Thịnh vượng chung bị điều khỏi mặt trận Ai Cập để tăng viện cho quân Anh tại Ba Tư, dẫn đến việc trì hoãn cuộc tấn công chống lại đội quân của ông. Nếu tận dụng sự chậm trễ đó, Rommel hy vọng sẽ thuyết phục được Bộ tư lệnh Tối cao Đức tăng cường cho lực lượng của ông để nhằm thực hiện việc nối liền có thể xảy ra giữa Tập đoàn Panzer châu Phi và các tập đoàn quân Đức chiến đấu trên đường tiến qua miền nam Liên Xô, giúp cho họ có thể đánh bại hoàn toàn các đội quân Anh và Khối Thịnh vượng chung tại Bắc Phi và Trung Đông.
Trong tình hình hiện thời, quân Đức dưới tay ông chỉ còn cách bố trí phòng ngự và chờ đợi hoặc là cuộc tấn công của quân Anh, hoặc là thất bại của Liên Xô tại Stalingrad. Rommel đã tăng cường chiều sâu của hệ thống phòng thủ bằng cách đặt ít nhất hai vành đai mìn được nối cách quãng với nhau để tạo nên những hộp phòng thủ nhằm hạn chế quân địch thâm nhập và tước đi khả năng cơ động của quân thiết giáp Anh. Mặt trước của mỗi hộp được phòng giữ bố trí những đội tiền tiêu còn phần còn lại bỏ ngỏ nhưng bù lại có rải mìn và bẫy nổ. Những hộp này được gọi là Vườn Quỷ (tiếng Anh: "Devil's Gardens"). Các vị trí phòng thủ chính được xây dựng sâu ít nhất 2 km phía sau vành đai mìn thứ hai. Phe Trục đã đặt khoảng nửa triệu quả mìn, phần lớn là loại mìn chống tăng Teller, còn lại là mìn chống bộ binh (một số lớn là mìn của Anh bị Đức tịch thu trong trận đánh tại Tobruk trước đó). Để dụ các phương tiện địch tiến vào bãi mìn, quân Ý đã dùng thủ thuật dùng dây thừng dài kéo một trục xe và lốp xe chạy ngang các bãi đất nhằm tạo dấu vết giống như là thường xuyên có xe cô qua lại.
Rommel lo ngại không muốn để cho quân thiết giáp Anh đột phá vào khoảng mở vì ông không có đủ cả quân số và nhiên liệu để đối đầu với họ trong một trận chiến cơ động. Do đó ông phải cố gắng giới hạn trận đánh tại các khu phòng thủ của mình và phản đối mọi cuộc đột phá nhanh chóng lẫn mạnh mẽ. Do đó Rommel củng cố trận tuyến đầu bằng cách bố trí xen kẽ đội hình bộ binh Đức và Ý. Do các biện pháp đánh lừa của Đồng Minh làm phe Trục nhầm lẫn về khả năng vị trí tấn công, nên Rommel đã rời bỏ thói quen thường thấy của ông là tổ chức quân thiết giáp thành một lực lượng dự bị tập trung duy nhất để mà phân chia nó thành một cụm ở phía bắc (các sư đoàn Panzer số 15 và Littorio), một cụm ở phía nam (các sư đoàn Panzer số 21 và Ariete), mỗi cụm được tổ chức thành những nhóm tác chiến để có thể nhanh chóng can thiệp bằng thiết giáp tại bất cứ nơi nào bị tiến công và như vậy sẽ ngăn được những cuộc đột phá hẹp không thể mở rộng ra. Tuy nhiên, việc làm này đã làm cho một tỷ lệ đáng kể quân thiết giáp dự bị của ông bị phân tán và bị tổ chức quá xa một cách khác thường lên phía trước. Ngược lại, xa hơn về phía sau, Rommel đã đặt Sư đoàn Khinh binh 90 và Sư đoàn Cơ giới Trieste làm lực lượng dự bị ở gần bờ biển. Rommel tin rằng khi mũi tấn công chính xảy ra, ông đã có thể vận động quân của mình nhanh hơn quân Đồng Minh để tập trung lực lượng phòng thủ tại trọng điểm của trận chiến. Thế nhưng, sau khi đã tập trung quân phòng thủ, ông không thể di chuyện lực lượng của mình được nữa vì thiếu nhiên liệu.

## Diễn tiến trận El Alamein thứ hai
Trận đánh vẫn thường được chia thành 5 giai đoạn: đột nhập (23 - 24 tháng 10), đập vụn (24 - 25 tháng 10), phản công (26 - 28 tháng 10), Chiến dịch Supercharge (1 - 2 tháng 11), và vượt thoát (3 - 7 tháng 11). Trong 3 ngày 29 - 31 tháng 10, cuộc chiến lâm vào bế tắc và thời gian này không được đặt tên.

### Giai đoạn 1: Cuộc đột nhập

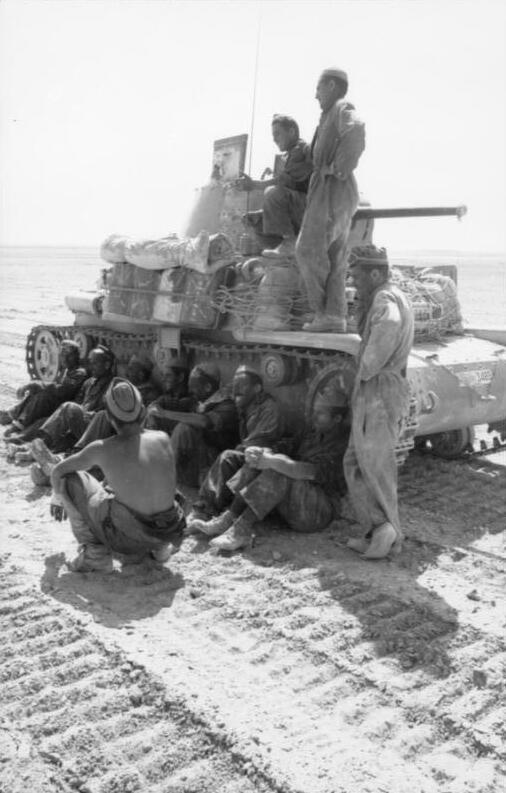
Lính Ý nghỉ mệt quanh xe thiết giáp

Trước khi thực sự giao chiến, lữ đoàn 24 Úc đánh lạc hướng địch bằng cuộc công phá dữ dội vào sư đoàn 15 thiết giáp Đức. Sau đó, vào lúc 9 giờ 40 phút tối ngày 23 tháng 10  trong đêm sáng trăng yên tĩnh, Chiến dịch Lightfoot bắt đầu. Đồng loạt 882 súng lớn nã pháo bắn 40 dặm sang chiến tuyến của địch quân. Sau 20 phút pháo kích liên tục, đại bác bắt đầu được cho nhắm kỹ vào các mục tiêu chiến thuật để hỗ trợ đoàn lục quân tiến sang. Cuộc pháo kích tiếp tục trong 5 tiến rưỡi đồng hồ, với mỗi đại bác bắn ra trên dưới 600 viên.

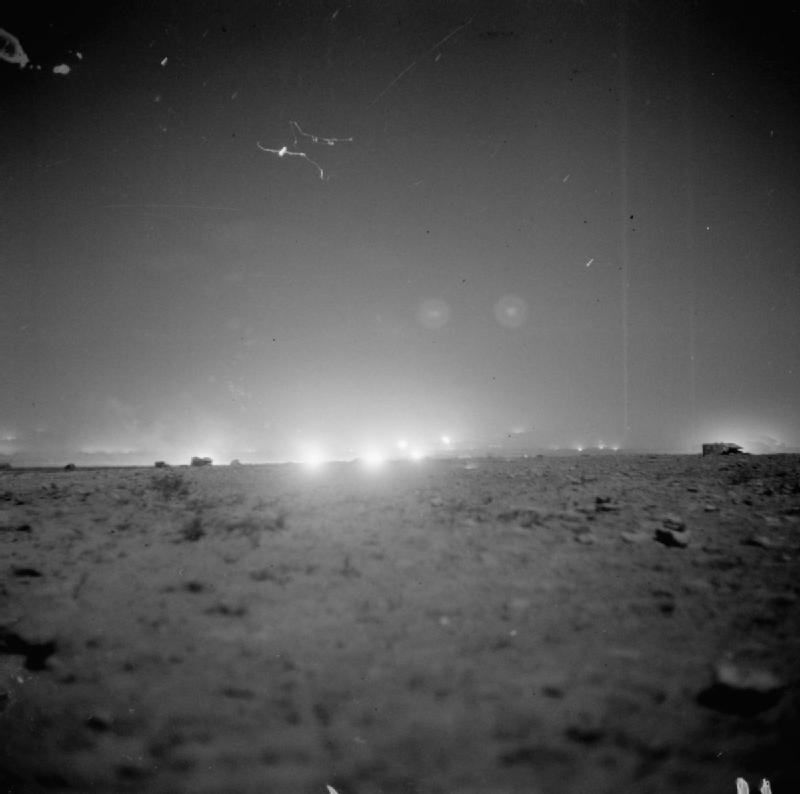
Pháo binh yểm trợ ban đêm của Anh mở màn trận El Alamein thứ hai

Chiến dịch Lightfoot mang tên nhẹ chân là vì chiến thuật cho quân lính chạy bộ tràn sang bãi mìn trước. Mìn chống tăng khi bị đạp lên thường sẽ không nổ vì trọng lượng của người lính quá nhẹ. Sau đợt lính bộ là đợt kỹ sư công binh chạy sang rà và tháo gỡ mìn, mở những lối đi bề ngang khoảng 7.3 mét vừa đủ rộng cho xe tăng chạy qua. Các toán công binh phải tháo mìn cho tuyến đường dài 8 km băng qua các ô đất Vườn Quỷ. Công tác này quá khó khăn và không hoàn thành được vì bãi mìn của Đức quá sâu rộng.
Lúc 10 giờ tối, 4 sư đoàn lục quân của quân đoàn XXX bắt đầu tiến sang nhắm vào trung tâm của lực lượng phòng thủ của quân phe Trục. Khi đến bãi mìn đầu tiên, xe rà mìn và toán thám thính công binh kéo sang tháo mìn và lập đường đi cho xe tăng. Tuy chậm hơn dự tính, đến 2 giờ sáng, 500 xe tăng đầu tiên chuyển xích tiến sang. Đến 4 giờ sáng, xe tăng đầu tiên chạy vào bãi mìn làm tung cát bụi lên mờ mịt khiến những đơn vị đi sau không thể thấy đường đi, cuộc hành quân bị trì trệ.
Cùng lúc, sư đoàn xe tăng 7 Anh và một lữ đoàn Lực lượng Pháp Tự do thuộc quân đoàn XIII mở cuộc tấn công dụ địch ở phía nam chiến trường với mục đích kềm hãm sư đoàn 21 Đức và sư đoàn Ariete Ý tại Jebel Kalak. Trong khi đó, bên trái có quân Pháp Tự do chiếm Qaret el Himeimat và đồng bằng el Taqa. Bên phải có lữ đoàn 131 thuộc sư đoàn lục quân 44 phòng vệ. Cuộc tấn công này bị lính dù phe Trục (sư đoàn 185 dù, lữ đoàn dù của Hermann-Bernhard Ramcke và toán quân Keil) phản kích dữ dội. Công tác tháo mìn và tạo đường đi cho xe tăng bị trì hoãn vì bãi mìn quá sâu rộng và quân phe Trục bắn trả liên tục. Rạng sáng ngày 24, đường đi qua bãi mìn vẫn chưa làm xong. Hai lữ đoàn 22 và 4 thiết giáp nhẹ do đó không thể tiến sang Deir el Munassib ở phía bắc như dự tính.
Xa hơn về phía bắc, sư đoàn 50 lục quân Anh bị hai sư đoàn Pavia và Brescia và lữ đoàn lính dù 185 Đức cầm chân. Sư đoàn 4 lục quân Ấn Độ hai lần tấn công sườn đồi Ruweisat để phân tán lực lượng đối phương.

### Giai đoạn 2: Cuộc đập vụn

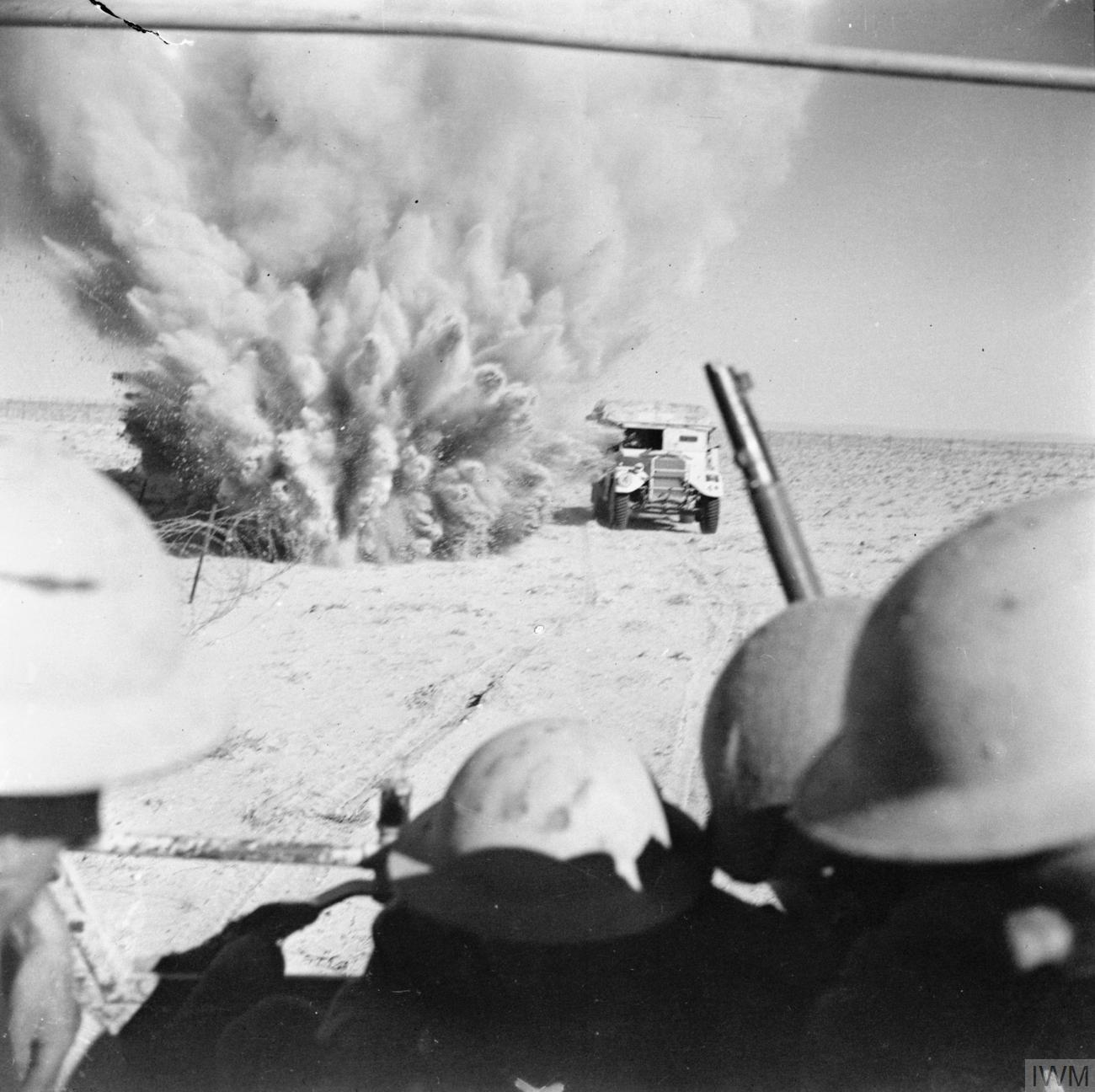
Một quả mìn phát nổ ở gần một xe kéo pháo của Anh đang tiến qua bãi mìn địch.

Sáng thứ bảy 24 tháng 10 bộ chỉ huy Đức được tin báo cáo quân địch đánh sang trên chiến tuyến rất rộng nhưng các đơn vị phòng thủ còn đủ sức cầm cự. Tướng Stumme ra mặt trận dò xét nhưng khi căn cứ ông đang tham quan bị pháo kích của đối phương, Stumme quá căng thẳng nên chết vì nhồi máu cơ tim. Trung tướng Ritter von Thoma phải tạm thời lên nắm chỉ huy quân Đức. Hitler truyền lệnh cho Rommel phải ra khỏi giường bệnh trở về Bắc Phi. Rommel trên đường sang Phi ghé Roma đòi hỏi tư lệnh Ý phải cho tiếp viện thêm nhiên liệu cho chiến trường Bắc Phi. Lực lượng thiết giáp Đức từ ngày 25 tháng 11 đó kết hợp đồng nhất với quân Ý (với tên gọi Deutsch-Italienische Panzerarmee).
Rạng sáng Montgomery nghe máy bay thám thính báo cáo đội hình quân phe Trục không có thay đổi gì mới. Ông liền ra lệnh sư đoàn New Zealand cùng sư đoàn 10 thiết giáp tiến xa hơn rồi vòng về phía nam tấn công rặng đồi Miteirya. Sư đoàn 9 Úc phải dồn hết sức đập vụn lực lượng Đức-Ý trong vòng một đêm. Ở phía nam sư đoàn 7 thiết giáp phải tiếp tục công kích và tiến vào bãi mìn, và nếu cần có thể kéo thêm hỗ trợ của sư đoàn 44..
Trong khi chờ đợi toán công binh phá mìn làm đường, cuộc tấn công ngừng lại. Thiết giáp nằm yên trên chiến tuyến Oxalic nhường cho không quân Đồng Minh oanh tạc địch quân, nội trong một ngày có hơn 1000 phi đoàn bay sang bắn phá quân Đức-Ý.
Quân thiết giáp Đức phản kích đánh sư đoàn 51 Lục quân Anh mờ sáng hôm sau nhưng bị cầm chân. Đến 4 giờ chiều chẳng bên nào tiến thoái gì được. Lúc hoàng hôn, quân phe Trục gồm sư đoàn 15 thiết giáp Đức và sư đoàn Littorio lục quân Ý quay trở iại tấn công sư đoàn 1 thiết giáp Anh. Đây là cuộc so tài xe tăng quy mô đầu tiên của trận El Alamein thứ hai. Hơn 100 chiếc xe tăng tham chiến, một nửa bị bắn hỏng, nhưng sau cùng không bên nào chiếm được thế thắng.
Tối đến, sư đoàn 10 thiết giáp tấn công rặng đồi Miteirya nhưng thất bại. Công tác gỡ mìn tại đây chậm quá mức dự tính của kế hoạch. Lữ đoàn 8 thiết giáp đi đầu đang chờ đội gỡ mìn dọn đường thì bị máy bay phe Trục oanh tạc, phải bỏ đội ngũ chạy tán loạn. Khi chấn chỉnh được hàng ngũ thì bị trễ kế hoạch và mất liên hệ với pháo binh. Do đó khi sáng ra thì lữ đoàn xe tăng này nằm phơi lộ liễu, bị địch quân dễ dàng phát hiện và nhắm bắn tơi bời. Trong khi đó, lữ đoàn 24 thiết giáp kéo đi được khá xa, tưởng rằng đã đến mục tiêu là tuyến Pierson - báo cáo thành công với chỉ huy nhưng sau đó mới biết chưa hẳn đến mục tiêu.
Ở phía nam chiến trường, quân đoàn XIII cũng không khá gì hơn. Lữ đoàn 131 lục quân thuộc Sư đoàn 44 mở đường qua bãi mìn cho Lữ đoàn 22 Thiết giáp tiến sang nhưng bị địch quân bắn phá dữ quá phải bỏ chạy, thiệt hại mất 31 xe tăng.
Tối đến không quân Đồng Minh thả 300 tấn bom vào đoàn thiết giáp phía bắc của Rommel. Để tránh không cho máy bay Đức phản kích, các phi đạo của quân Đức cũng bị dội bom dữ dội hơn.

#### Ngày D + 2: Chủ nhật, 25 tháng 10

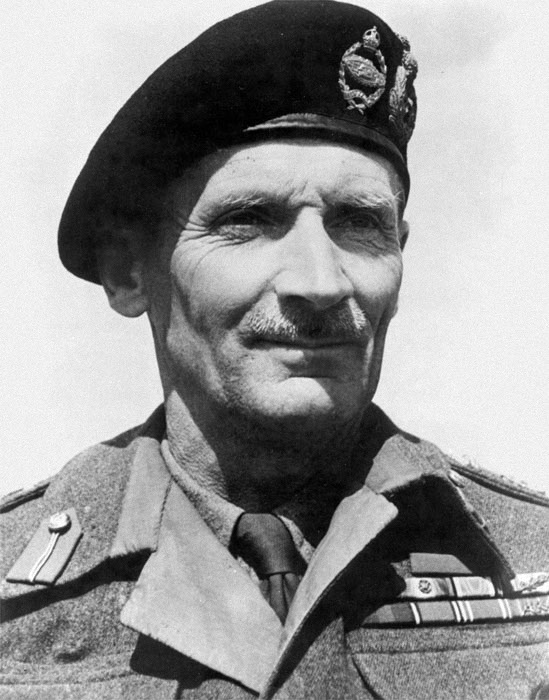
Bernard Law Montgomery

Cuộc tấn công đầu tiên ngưng lại vào ngày Chủ Nhật. Quân Đồng Minh mở được lối vào bãi mình rộng 10 km sâu 8 km, chiếm được phía đông nam rặng đồi Miteirya. Bên kia quân Đức-Ý đào hào chiến lược nằm cố thủ giữ vững vị trí. Trận đánh lúc này coi như bất phân thắng bại. Montgomery kiểm soát tình hình và nhận thấy nếu tiếp tục theo kế hoạch cho quân New Zealand đánh từ đồi Miteirya về phía nam sẽ đem lại nhiều tổn thất. Ông quyết định đổi chiến thuật ra lệnh Quân đoàn XXX một mặt giữ đồi Miteirya một mặt cho Sư đoàn 9 Lục quân Úc đánh lên phía bắc. Đồng thời, Sư đoàn 1 Thiết giáp kè theo bên trái của quân Úc đánh về phía tây-bắc. Phần còn lại của mặt trận tiếp tục canh phòng và giữ vững vị trí. Thay đổi của thế trận chú trọng vào vùng thung lũng cát hình quả thận và Tel el Eisa cho đến khi chọc thủng được phòng thủ của Đức.

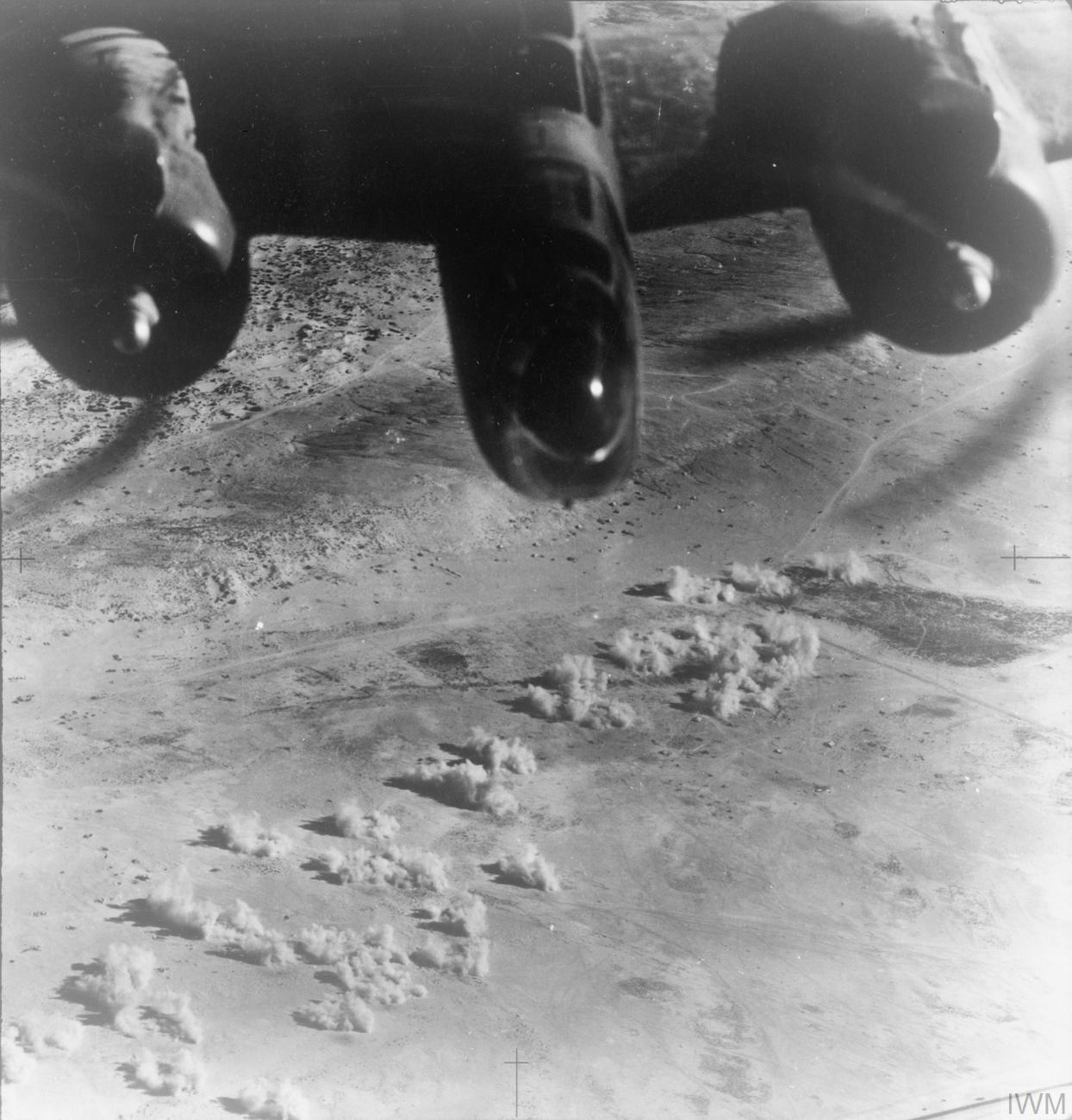
Máy bay Baltimore của Không quân Hoàng gia Anh oanh tạc sân bay El Daba để yểm trở cho cuộc tấn công tại Alamein

Sáng hôm sau Sư đoàn 15 thiết giáp Đức và Sư đoàn Littorio Ý mở cuộc tấn công cố gắng tìm sơ hở của quân Đồng Minh nhưng thất bại. Đến chiều thì Đồng Minh tấn công. Sư đoàn 51 Anh mở 3 đợt công kích vào thung lũng quả thận nhưng do đêm tối quá không ai biết rõ vị trí của mình như thế nào. Trong tình thế hỗn loạn, hơn 500 lính Đồng Minh tử trận. Trong khi đó quân Úc tấn công cứ điểm 29, một đài quan sát pháo binh của Đức nằm trên ngọn đồi cao 6 thước phía nam Tel el Eisa. Mục đích của cuộc tấn công này là bao vây quân Đức (Sư đoàn 164 khinh binh) và một số đơn vị lục quân Ý đang dồn quân gần bờ biển. Lữ đoàn 26 Úc tấn công vào giữa khuya dưới hỗ trợ của pháo binh và 30 xe tăng của Sư đoàn 40 Thiết giáp Hoàng gia Anh. Tuy quân phe Trục phản công kịch liệt, quân Úc chiếm được cứ điểm này và bắt được 240 tù binh. Trong nhiều ngày sau đó, quân phe Trục ráo riết đến đánh để chiếm lại cứ điểm quan trọng này nhưng thất bại.
Không quân Đồng Minh tiếp tục thả bom khắp nơi và phá hủy nhiều căn cứ cơ sở của Đức, trong đó có 14 tấn máy bay Stuka tại Sidi Haneish. Các chỗ đáp của máy bay Đức cũng bị không quân Đồng Minh tuần tra và khống chế.

### Giai đoạn 3: Phản công

#### Ngày D + 3: Thứ Hai, 26 tháng 10

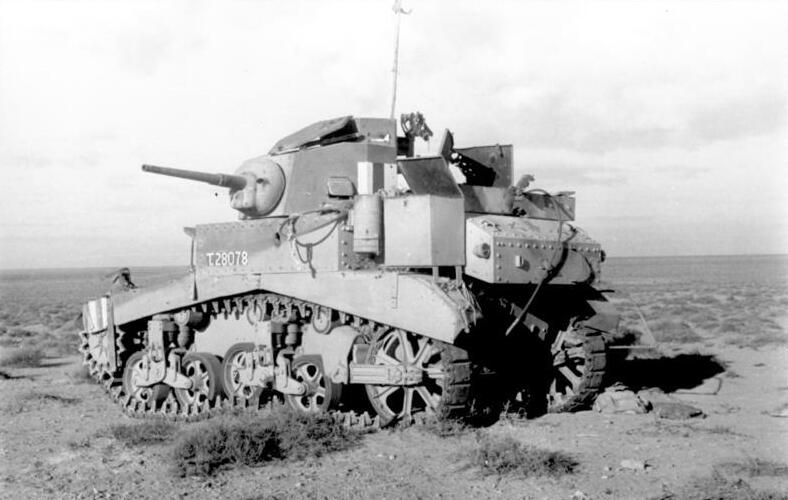
Một xe tăng M3 (Stuart I) bị bắn hạ trong cuộc chiến tại Bắc Phi.

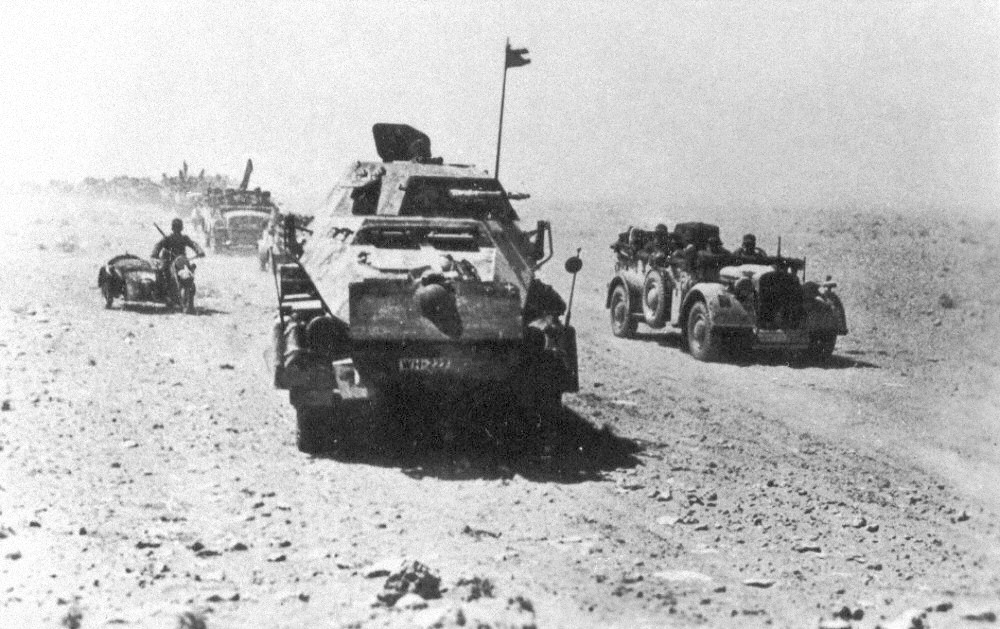
Xe tăng và lục quân Đức tại Bắc Phi

Rommel vừa trở lại đất Phi lập tức kiểm điểm tình hình chiến cuộc. Ở phía bắc, quân Đức bị Đồng Minh pháo kích và oanh tạc gây tổn thất rất nặng nề. Sư đoàn Trento Ý mất phân nửa lực lượng, binh lính và súng pháo; sư đoàn 164 Khinh binh mất hai tiểu đoàn. Hai sư đoàn 15 Panzer và Littorio tuy cầm cự được với lực lượng thiết giáp Đồng Minh, cũng phải chịu nhiều thiệt hại đáng kể.. Những đơn vị khác cũng không khá gì hơn, lính tráng chỉ lãnh được nửa phần lương thực và tiếp tế. Xăng thì chỉ còn đủ dùng cho 3 ngày.
Rommel dự đoán hướng tấn công duy nhất là phía bắc mặt trận và quyết chí phải giành cho được cứ điểm Point 29. Ông cho sư đoàn 15 Thiết giáp và sư đoàn Khinh kỵ 164 cùng một số đơn vị của quân đoàn XX Ý tấn công cứ điểm này lúc 3 giờ chiều nhưng thất bại do bị quân Đồng minh bắn pháo dữ dội. Cùng ngày, Rommel quyết định đẩy hết lực lượng còn lại ra trận. Đây là một mốc ngoặt quan trọng của trận El Alamein. Sư đoàn 21 Panzer và một phần của sư đoàn Ariete tiến lên phía bắc yểm trợ Panzer 15 và Littorio. Sư đoàn 90 Khinh binh đang đóng tại El Daba phải tiến lên. Sư đoàn 101 Trieste Cơ động kéo từ Fuka lên thay sư đoàn 90. Sư đoàn 21 và Ariete tiến quân chậm chạp vì bị pháo kích liên tục.
Tại thung lũng quả thận, quân Anh không giành được thế chủ động mặc dù quân địch thiếu xe tăng. Mỗi đợt tấn công đều bị quân Đức dùng súng chống tăng đẩy lui. Thế trận giằng co khá lâu. Churchill nghe được phải gào lên: "Is it really impossible to find a general who can win a battle?" (Tìm một vị tướng có khả năng đánh thắng trận khó đến thế hay sao?)
Tình hình ở vùng biển có vẻ khả quan hơn cho quân Anh. Phi đội 42 Không quân Anh bắn chìm tàu chở dầu Proserpina của Đức tại Tobruk - cắt đứt đường tiếp tế nhiên liệu của Rommel.
Montgomery lúc này lo ngại vì thế chủ động của cuộc tấn công đang bị sa sút. Ông quyết định dàn mỏng quân trên chiến tuyến, đem nhiều đơn vị về củng cố lực lượng đi sau để chuẩn bị mở cuộc tấn công tiếp theo mạnh hơn. Sư đoàn New Zealand (trong đó có lữ đoàn 9 bọc thép), Sư đoàn thiết giáp 10 và 7 được cho về thủ phía sau chiến tuyến.

#### Ngày D + 4: Thứ Ba, 27 tháng 10

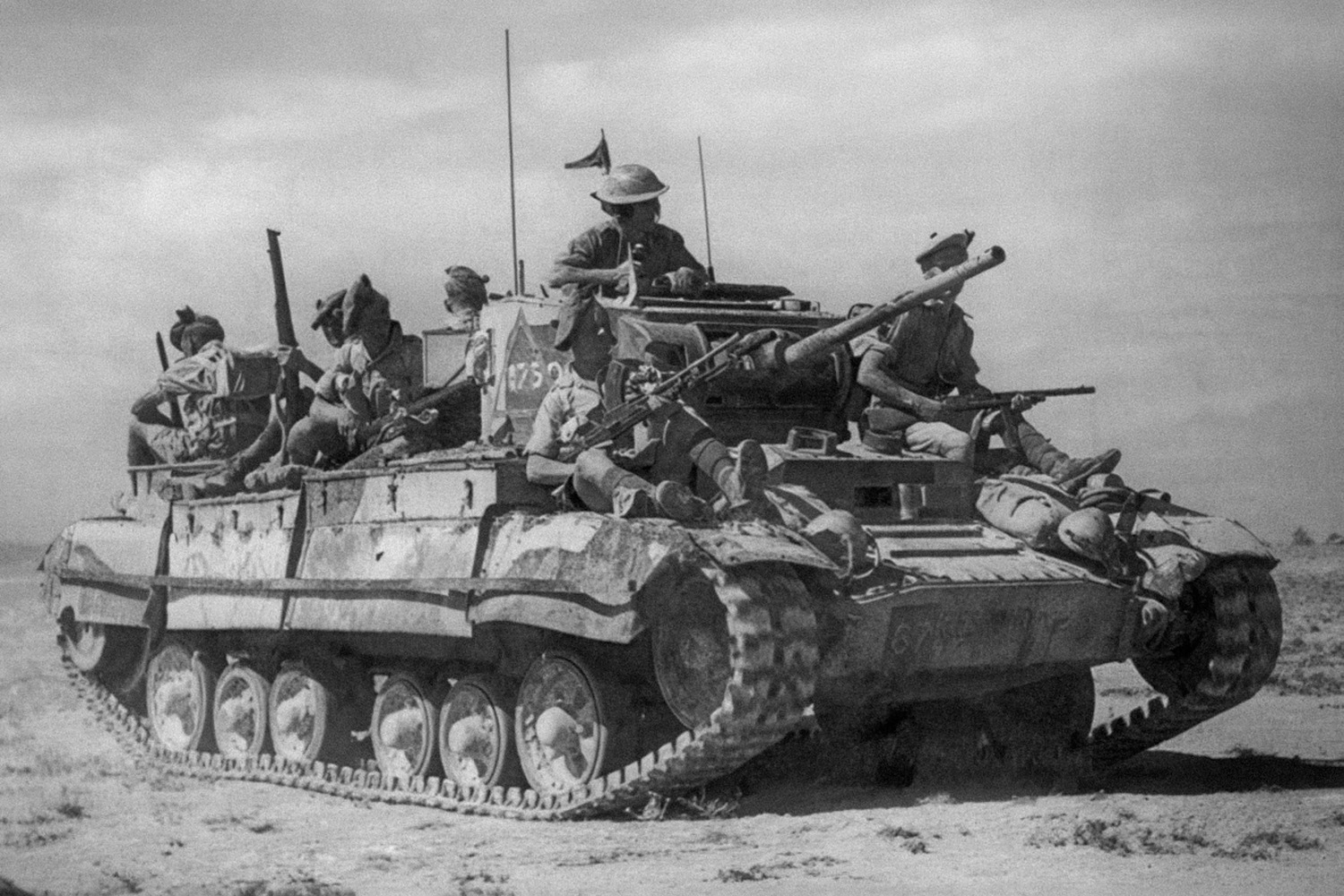
Một xe tăng Valentine tại Bắc Phi đang chở bộ binh Anh.

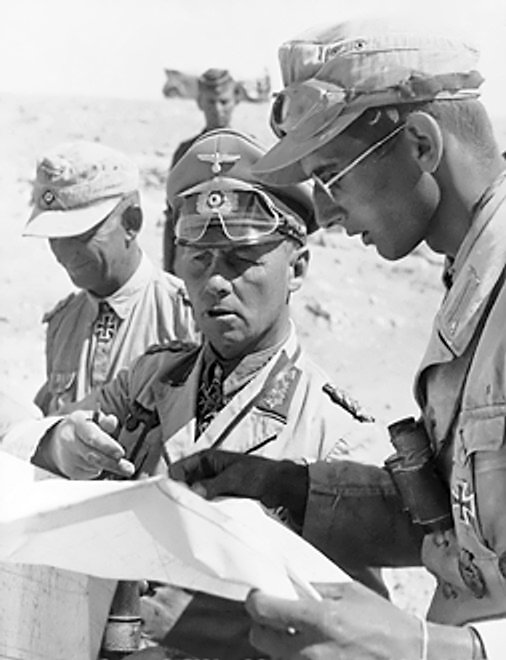
Rommel và sĩ quan tham mưu

Trận chiến tập trung tại Tel el Aqqaqir và thung lũng quả thận, đầu mũi tấn công của Sư đoàn 1 Thiết giáp. Quân Đức thiết lập căn cứ phòng thủ tại vùng đất cách đó 1,5 km về phía tây bắc (gọi là "Woodcock") và về phía tây nam (gọi là "Snipe"). Lúc 11 giờ khuya ngày 26 tháng 10 quân Anh đẩy hai tiểu đoàn của Lữ đoàn 7 Cơ động tấn công hai cứ điểm này. Kế hoạch dự tính đưa Lữ đoàn 2 thiết giáp băng qua phía bắc Woodcock và Lữ đoàn 24 thiết giáp tiến về phía nam Snipe, tạo thế gọng kìm kẹp lại sáng ngày hôm sau. Cuộc tấn công này có pháo binh của quân đoàn X và XXX yểm trợ.
Cả hai tiểu đoàn lò mò trong đêm tối không định rõ được vị trí và đến sáng thì một tiểu đoàn không đến kịp mục tiêu, phải đào hào nằm ụ cách Woodcock khá xa. Tiểu đoàn tấn công Snipe may mắn hơn, đến được mục tiêu và chỉ gặp phản kháng yếu ớt của địch quân.
Lúc 6 giờ sáng Lữ đoàn 2 thiết giáp bắt đầu tiến lên và gặp phải lực lượng phòng thủ khá mạnh của Đức, không thể nào liên kết được với lực lượng đang nằm ụ bên ngoài Woodcock. Lữ đoàn 24 thiết giáp gặp ít cản trở và thiết lập liên lạc với tiểu đoàn tại Snipe (sau một trận pháo kích nhầm vào quân bạn một thời gian!). Nhân dịp quân Đồng Minh lúng túng vì nhầm lẫn và đội ngũ lộn xộn, thiết giáp của Littorio và súng chống tăng của 15 Panzer được dịp cầm chân quân Đồng Minh - Lữ đoàn Súng trường kéo súng chống tăng đến tiếp ứng nhưng cũng không sao phá được tuyến phòng thủ của quân phe Trục.
Rommel nhân lúc này quyết định đẩy đoàn quân dự bị ra trận. Sư đoàn Khinh binh 90 tấn công tái chiếm cứ điểm Point 29, trong khi Sư đoàn 21 Panzer tấn công vùng Snipe. Quân Đồng Minh bắn pháo vào Snipe suốt buổi. Đến 4 giờ chiều Rommel mở cuộc tấn công quy mô. Xe tăng Đức và Ý tiến lên. Bên kia, Lữ đoàn Súng trường đem 19 súng chống tăng 6 cân ra chống cự. Tuy nhiều lần bị xe tăng địch công phá, lực lượng Đồng Minh phá hủy được 22 xe tăng Đức và 10 xe tăng Ý. Quân Trục rút lui. Quân Anh cũng rút nhưng phạm lỗi lầm là không cho quân lên thay thế tối hôm đó. Thiếu tá Anh Victor Buller Turner được trao huy chương Victoria Cross cho chiến công tại Snipe. Trong số 6 súng chống tăng của Tiểu đội 239 đưa đến tiếp ứng trận đánh này, chỉ có một còn hoạt động được.
Trận đụng độ tại Snipe làm một cuộc tranh chấp rất kịch liệt và được coi là quan trọng nhất của Trung đoàn Sussex trong toàn trận El Alamein. Lucas-Phillips, trong hồi ký Alamein ghi nhận:
"Khí hậu sa mạc nóng quay cuồng. Các toán lính canh ụ súng và tiểu đội nằm bẹp trong những chiến hào và giếng cạn, mồ hôi chảy như suối trên những khuôn mặt đóng đầy bụi. Mùi hôi thối xông lên khủng khiếp. Ruồi bay từng đàn như mây đen đến bu quanh các xác chết, hố xí, và làm phiền các vết thương của binh sĩ. Rải rác toàn khu vực là các xác xe tăng và xe vận tải đang cháy, khắp nơi là một làn khói mù mịt và bụi tung lên theo chất nổ và tiếng gào của súng lớn."
Khi phát hiện được hai cứ điểm Woodcock va Snipe vẫn chưa lọt vào tay quân nhà, Tập đoàn quân 8 đưa Lữ đoàn Lục quân Vận tải ra chiếm đóng. Lúc 1 giờ rưỡi sáng, Tiểu đoàn 4 Trung đoàn Sussex Hoàng gia đến đóng tại vùng đất tưởng là Woodcock.Mờ sáng, Lữ đoàn 2 Thiết giáp kéo đến tiếp ứng nhưng chưa kịp liên lạc với Tiểu đoàn 4 thì bị quân địch đột kích, chịu thiệt hại rất cao. Trong khi đó, hai tiểu đoàn khác của Lữ đoàn Lục quân Vận tải đến đóng tại Snipe nhưng đến hôm sau mới phát giác là đã đóng nhầm chỗ, khá xa mục tiêu.
Sư đoàn Khinh binh 90 Đức tấn công cừ điểm Point 29 ngày 27 tháng 10 nhưng chưa kịp giao chiến với quân Úc thì đã phải lui quân vì bị pháo kích quá mãnh liệt.

#### Ngày D + 5-6: Thứ Tư - Thứ Năm, 28-29 tháng 10

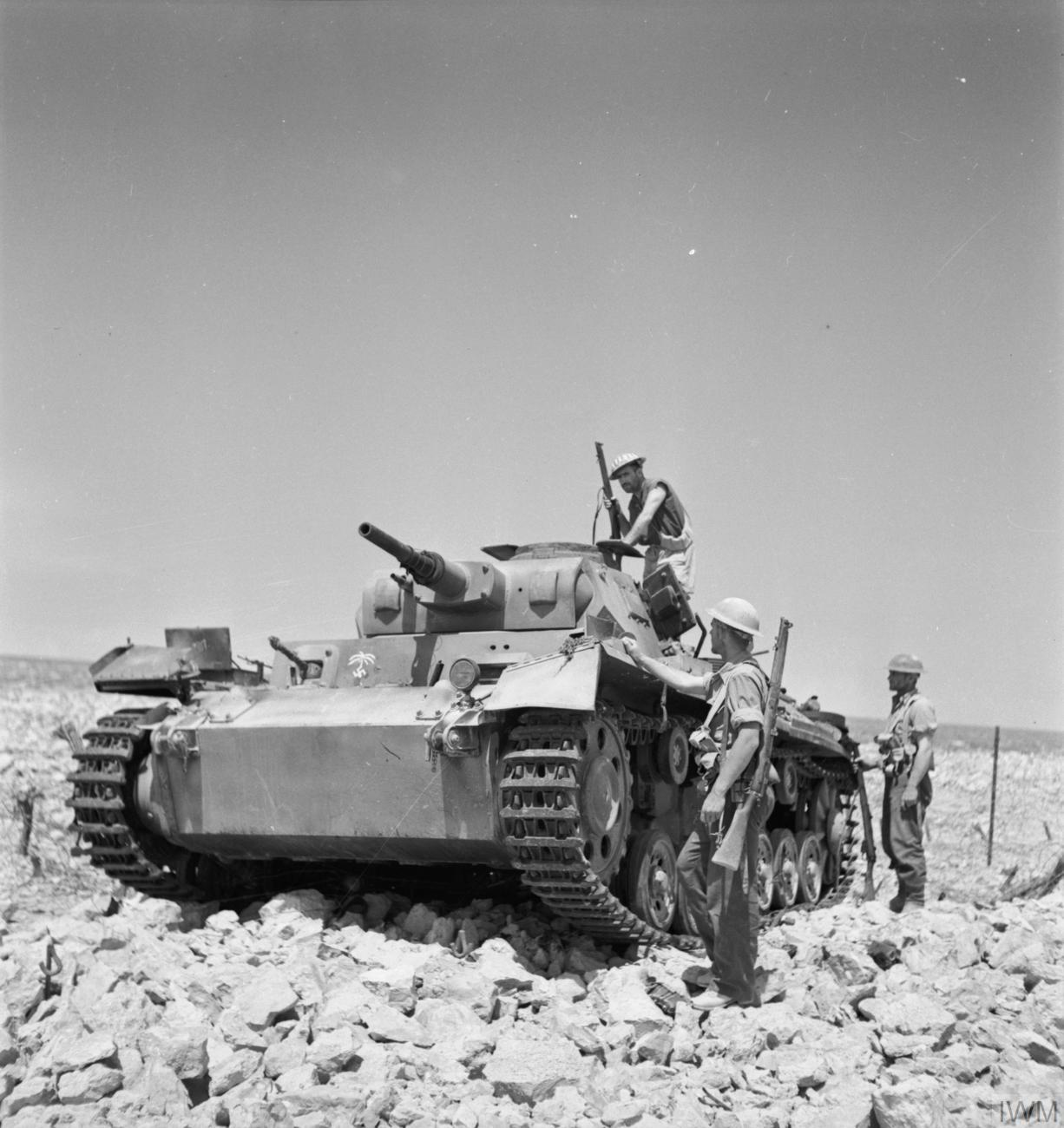
Xe tăng Pz.Kpfw.III của Đức bị bắt.

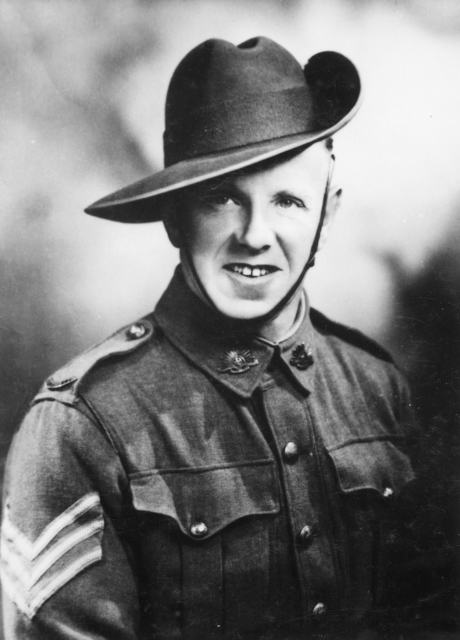
Trung sĩ William Henry Kibby
Tiểu đoàn 2/48 Úc

Ngày 28 tháng 10, sư đoàn 15 và 21 Panzer cố sức tấn công chiến tuyến của Quân đoàn 10 nhưng bị bắn phá kịch liệt và đẩy lui. Chiều đến, hai sư đoàn này lại chấn chỉnh đội ngũ tấn công lần nữa nhưng bị dội bom tơi bời không còn sức thiết lập đội hình được nữa. Montgomery ra lệnh cho các đơn vị tại hai cứ điểm Woodcock-Snipe lập căn cứ phòng thủ. Toàn quân còn lại dồn lên phía bắc. Tối 28 sáng 29 tháng 10 Sư đoàn 9 Úc được giao kế hoạch xuất quân. Lữ đoàn 20 Lục quân và Trung đoàn 40 Úc từ cứ điểm Point 29 sẽ tiến về phía tây bắc tạo căn cứ cho Lữ đoàn 26 Lục quân và Trung đoàn 46 Úc đánh về phía đông bắc, tấn công một trọng điểm của Đức tại vùng đất phía nam tuyến đường sắt mang tên "Thompson's Post" - sau đó sẽ phải vượt qua đường sắt ra con lộ gần biển và theo kế hoạch tiến về hướng đông nam ra phía sau lực lượng Đức đang đóng gần bờ biển nhô vào trong chiến tuyến của Đồng Minh. Một mũi tấn công khác do lữ đoàn thứ ba của sư đoàn Úc sẽ đánh quân Đức từ phía đông nam.

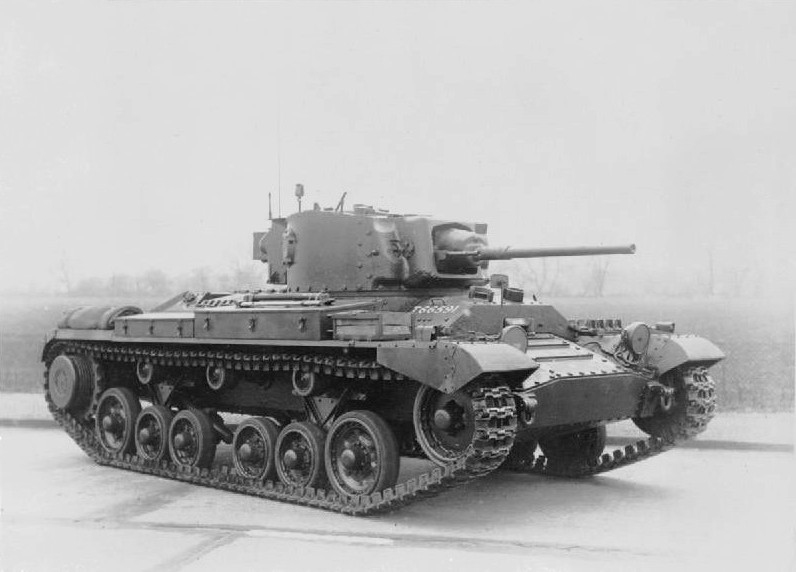
Xe thiết giáp Valentine

Lữ đoàn 20 đạt mục tiêu dễ dàng nhưng Lữ đoàn 26 gặp khó khăn. Vì đường hành quân xa, bộ binh phải ngồi ké xe thiết giáp Valentine của Trung đoàn 46. Nhưng sau đó đụng phải mìn và súng chống tăng dữ đội, bộ binh phải nhảy xuống đi bộ. Xe tăng chạy nhanh hơn bộ binh và sau đợt công kích của Trung đoàn 125 Panzer Đức và Trung đoàn 7 Bersaglieri Ý, hai đơn vị Úc bị mất liên lạc. Quân Úc thiệt hại 200 lính trong trận đánh này. Nhận thấy tình hình bất lợi để kịp chấn chỉnh hàng ngũ, bộ chỉ huy ra lệnh ngưng cuộc tấn công.
Các toán lính chống tăng Ý chiến đấu anh dũng và hầu hết đều bị thương hay chết, 20 thương binh Ý bị bắt làm tù binh ngày hôm sau. Rommel viết trên bảng ghi công quân Ý thuộc trung đoàn Bersaglieri: Binh sĩ Đức tạo ấn tượng cho thế giới, nhưng trung đoàn Ý Bersagliere tạo ấn tượng cho binh sĩ Đức.
Chiều hôm đó, quân Anh còn 800 xe tăng, trong quân Đức chỉ còn 148 chiếc và quân Ý 187 chiếc. Đã thế, tàu chở dầu Luisiano tiếp viện nhiên liệu cho quân Đức-Ý tại châu Phi bị máy bay Wellington của quân Đồng Minh đánh bom chìm ngoài khơi Hy Lạp. Rommel nghe tin bàn với các tham mưu của ông: "Chúng ta không thể nào tránh né địch quân được nữa. Không còn đủ xăng để xoay xở. Chỉ còn cách duy nhất là chiến đấu cho đến cùng tại El Alamein."
Nhờ cuộc hành quân ra bờ biển của quân Úc, Montgomery biết được Rommel đã đẩy lực lượng dự bị là Sư đoàn Khinh binh 90 ra trận, và ông nghĩ Rommel sẽ tiên đoán Tập đoàn quân 8 sẽ đánh tại vùng này. Montgomery liền đặt kế hoạch đánh chỗ khác, xa hơn về phía nam - cách Point 29 khoảng 4 km. Theo kế hoạch cuộc tấn công sẽ bắt đầu tối 31 tháng 10 sáng 1 tháng 11. Ông cũng vẫn tạo nghi binh bằng cách ra lệnh cho quân Úc tiếp tục tăng cường và hành quân ở khu bờ biển phía bắc.

#### Ngày D + 7-9: Thứ Sáu-Chủ Nhật, 30 tháng 10 - 1 tháng 11
Tối 30 tháng 10 quân úc tiếp tục kế hoạch, tấn công lần thứ 3 để ra đến đường lộ. Tuy đụng phải nhiều phản kích của Đức, lực lượng Úc chiếm được quyền kiểm soát của đường bộ và đường sắt, đưa quân địch vào thế cô lập. Rommel thấy vậy liền đưa các đơn vị thuộc Sư đoàn 21 Panzer đến tấn công liên tiếp nhiều đợt tại "Thompson's Post". Cuộc đụng độ rất kịch liệt và nhiều phen đánh giáp lá cà giữa quân Đức và Úc. Quân Đức đánh tuy mạnh hơn nhưng không giành được lợi thế. Trung sĩ Úc William Henry Kibby lập chiến công sau cùng: ông một mình len lỏi vào trận tuyến địch và ném 3 quả lựu đạn, phá được một ổ súng máy của Đức. Ông bị trúng đạn chết khi vừa hoàn thành nhiệm vụ. Kirby sau đó được truy tặng huân chương Victoria Cross. Chủ Nhật ngày1 tháng 11, Rommel ra lệnh tấn công quân Úc lần nữa nhưng sau một trận đánh tàn khốc và đẫm máu, cả hai bên đều bị thiệt hại nặng nề mà không tạo được thay đổi gì đáng kể với tình thế của mặt trận. Tuy nhiên Rommel đã bắt được liên lạc với Đơn vị 125 Panzer tại đầu mũi dùi.
Rommel biết lúc này ông ta đang thua trận. Nhiên liệu càng ngày càng khan hiếm vì cả hai tàu Tripolino và Ostia chở dầu và đạn dược tiếp viện cho quân Đức đều bị bắn chìm ngoài khơi Tobruk. Rommel phải nhờ Kesselring cho không quân Đức chở xăng từ Crete. Không quân Đồng Minh theo đó bắn phá liên tục các phi đoàn chở dầu và các phi cảng tại Crete.
Rommel lúc này đang dự tính mở cuộc rút lui 81 km về phía tây tới Fuka. Trớ trêu là khi quân Đức vừa bỏ chạy xong thì nhiên liệu lại được máy bay của Kesselring đem đến Benghazi.

### Giai đoạn 4: Chiến dịchSupercharge

#### Ngày D + 10: Thứ Hai, 2 tháng 11

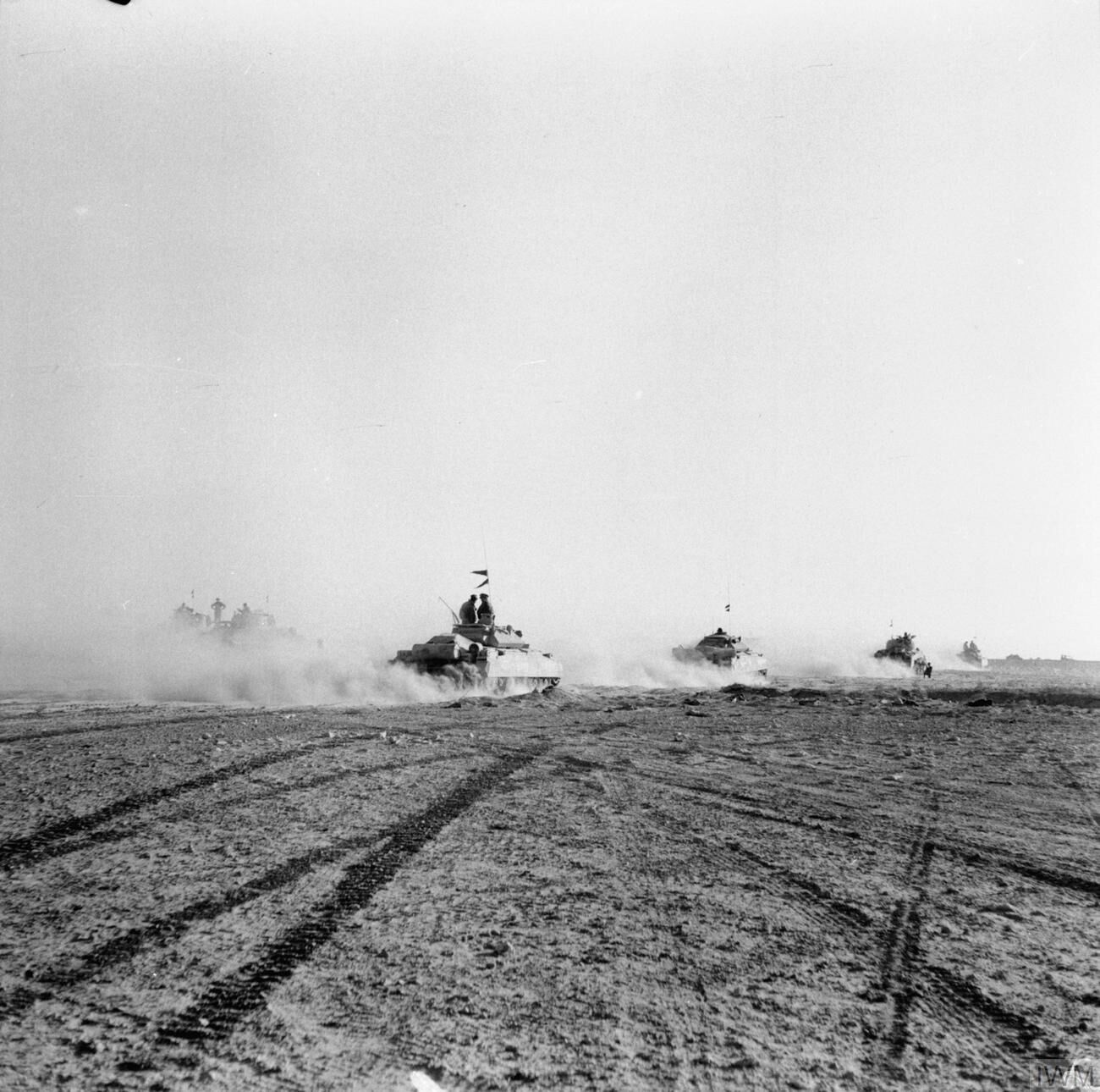
Xe tăng Anh tiến lên giao chiến với quân thiết giáp Đức sau khi bộ binh đã mở lối qua bãi mìn của phe Trục tại El Alamein.

Chiến dịch Supercharge (tấn công siêu cường) mở màn lúc 1 giờ sáng ngày 2 tháng 11 với mục địch phá hủy lực lượng thiết giáp, buộc địch quân phải tiến ra chiến đấu trực diện, đồng thời phá kho xăng, chặn tiếp viện - tạo rối loạn trong quân phe Trục. Chiến dịch Supercharge là chiến dịch quy mô nhất trong trận El Alamein. Mục tiêu chiến lược là cứ điểm Tel el Aqqaqir, căn cứ của quân Đức, cách thung lũng quả thận khoảng 3 dặm (4,8 km) về phía tây bắc và nằm trên tuyến đường Rahman.
Trung tướng Bernard Freyberg
Lực lượng tiên phong của chiến dịch là Sư đoàn 2 New Zealand do Bernard Freyberg chỉ huy. Freyberg trước đó không muốn nhận nhiệm vụ này vì quân của ông vẫn còn hồi phục sau nhiều thiệt hại chiến trường. Nhưng bộ tư lệnh Đồng Minh tăng cường cho ông 4 đơn vị tác chiến quân đội Anh là Lữ đoàn 151 Lục quân (Durham), Lữ đoàn 152 (Seaforth and Camerons) và Lữ đoàn 133 (Sussex Lorried). Ngoài ra Lữ đoàn 9 Thiết giáp Anh cũng theo đi hỗ trợ.
Tương tự như chiến dịch Lightfoot, kế hoạch đặt ra gồm 2 lữ đoàn bộ binh (151 bên phải, 152 bên trái) với yểm trợ của xe tăng của trung đoàn 8 và 50 Hoàng gia Anh tiến lên để vô hiệu hóa bãi mìn. Sau khi lấn sâu vào được 4.000 thước Anh (3.700 m), Lữ đoàn 9 Thiết giáp sẽ tiến qua bãi mìn dưới loạt pháo kích phủ đầu, thọc sâu 2 km nữa để chọc thủng phòng tuyến của Đức trên tuyến đường Rahman. Sư đoàn 1 Thiết giáp sẽ theo sau tấn công lực lượng hậu thuẫn của Rommel.
Supercharge bắt đầu bằng cuộc oanh tạc kéo dài 7 tiếng đồng hồ vào hai thành phố Tel el Aqqaqir và Sidi Abd el Rahman, tiếp theo là một cuộc pháo kích dài 4 tiếng rưỡi - 360 đại bác bắn 15.000 quả đạn. Hai lữ đoàn bộ binh tấn công lúc 1 giờ 5 phút sáng ngày 2 tháng 11 và đạt được mục tiêu quân sự nhưng chịu tổn thất đáng kể. Tiểu đoàn 28 Maori NZ chiếm được vị trí bảo vệ sườn phải của mũi dùi tấn công, bên trái tiểu đoàn 133 Lorried cũng thành công. Quân công binh New Zealand rà phá mìn tạo 5 tuyến đường cho xe tăng và xe bọc thép chạy qua và phá rối đường dây liên lạc của quân Đức-Ý.
Lữ đoàn 9 Thiết giáp gồm 130 xe tăng xuất phát từ El Alamein từ 8 giờ chiều ngày 1 tháng 11 - khi đến trận tiền thì chỉ còn 94 chiếc còn đủ sức chiến đấu Theo kế hoạch thì lữ đoàn này phải tấn công Tel el Aqqaqir lúc 5 giờ 45 phút chiều, sau cuộc pháo kích phủ đầu, nhưng vì chưa kịp chấn chỉnh hàng ngũ nên phải trì hoãn lại 30 phút.. Lúc 6 giờ 15 chiều ngày 2 tháng 11, nửa tiếng trước khi mặt trời lặn, 3 trung đoàn xe tăng tiến vào tầm bắn của địch quân.
Chuẩn tướng Currie trước đó đã có ý e ngại không muốn cho lữ đoàn của mình tấn công với trận tuyến quá rộng mà lại không có đủ tiếp vận và dự bị trong khi có thể thiệt hại 50% lực lượng. Freyberg trả lời rằng: "Bernard Montgomery đã biết sẽ có nguy hiểm và chấp nhận trường hợp mất hết 100% lực lượng của Lữ đoàn 9 Thiết giáp Anh để chọc thủng địch quân, nhưng với sức yểm trợ phía sau của Sư đoàn 1 Thiết giáp Anh, xét lại mức độ hiểm nghèo thì không đến nỗi quá cao như thế".
Quân Đức và Ý đem súng chống tăng PaK 38 và Cannone da 47/32 M35 cùng 24 súng phòng không 88 ly Flak  ra bắn vào đội xe tăng tiến đến từ phía đông khi mặt trời đang lên. Xe tăng Đức chen vào giữa hai trung đoàn Warwickshire Yeomanry và Royal Wiltshire Yeomanry bắn phá gây nhiều tổn thất cho quân Anh. Quân Anh đến tấn công khu vực Folgore phải rút lui vì bị địch quân dùng bom Molotov, moọc-chê và loại súng cổ lỗ sĩ 47 ly của Ý bắn túi bụi.
Bernard Montgomery
Tuy bị súng và pháo của quân phe Trục gây nhiều thiệt hại, đoàn xe tăng của quân Đồng Minh cứ từ từ tiến tới. Trong khoảng nửa tiếng đồng hồ sau, quân Anh hạ được 35 ụ súng và bắt hàng trăm tù binh. Lữ đoàn 9 Thiết giáp đem 94 xe tăng ra tấn công và sau cuộc công phá chỉ còn 24 chiếc còn chạy được (tuy một số lớn sau đó sửa chữa được) và trong 400 lính xe tăng, 230 chết, bị thương hay bị bắt.
Lữ đoàn 9 chịu hy sinh tổn thất nặng nề như thế nhưng vẫn không thực hiện được trọng trách đục thủng lỗ lớn trong phòng tuyến địch để Sư đoàn 1 Thiết giáp có thể chạy qua. Tối đó, Sư đoàn 1 kéo đến và tàn quân của Lữ đoàn 9 nhập đoàn hành quân. Lữ đoàn 2 Thiết giáp theo sau và đến sáng ngày 2 tháng 11 Lữ đoàn 8 kéo đến tăng cường lực lượng - cả đoàn kéo về phía tây nam.
Lúc 11 giờ sáng ngày 2 tháng 11, quân còn lại của hai Sư đoàn 15 và 21 Panzer cùng Sư đoàn Littorio Thiết giáp Ý mở cuộc phản công vào Sư đoàn 1 và Lữ đoàn 9 của Anh. Quân Anh đào hào cầm cự, đem pháo và súng chống tăng ra bắn trả. Quân phe Trục thua chạy, thiệt hại 100 xe tăng.
Quân đoàn X Anh không đạt được mục tiêu chọc thủng phòng tuyến địch nhưng tiêu diệt được khá nhiều xe tăng của phe Trục. Tuy số xe tăng bị phá hủy của hai bên gần như tương đương, nhưng so tỉ số thì quân Anh chỉ mất một phần, trong khi quân của Rommel hầu như mất gần hết. Afrika Korps mất 70 chiếc trong khi quân Anh thiệt mất khoảng 64 - chưa kể thiệt hại của Lữ đoàn 9. Trận đánh này sau đó được mang biệt danh "Đập nát thiết giáp Đức" ("Hammering of the Panzers").
Chiều hôm đó, Lữ đoàn 133 Lorried và Lữ đoàn 151 Lục quân dưới chỉ huy của Sư đoàn 51 Lục quân Anh đánh vào Snipe và Skinflint để tạo căn cứ cho các cuộc tấn công tiếp theo sau. Quân Ý thuộc Sư đoàn Trieste bị pháo phủ đầu dữ quá không đủ sức chống cự và quân Anh chiếm được hai cứ điểm khá dễ dàng và tổn thất không nhiều.
Tối ngày 2 tháng 11, Montgomery lại thay đổi đội hình chiến lược - đem các lữ đoàn lục quân 151, 154, 5 (Ấn Độ) và 5 (New Zealand) vào hậu thuẫn cho Quân đoàn XXX chuẩn bị cho cuộc tấn công kế tiếp. Sư đoàn 7 Thiết giáp được cho tăng cường vào Quân đoàn X. Lữ đoàn 4 Thiết giáp Nhẹ của Quân đoàn XXX được đẩy về phía nam.

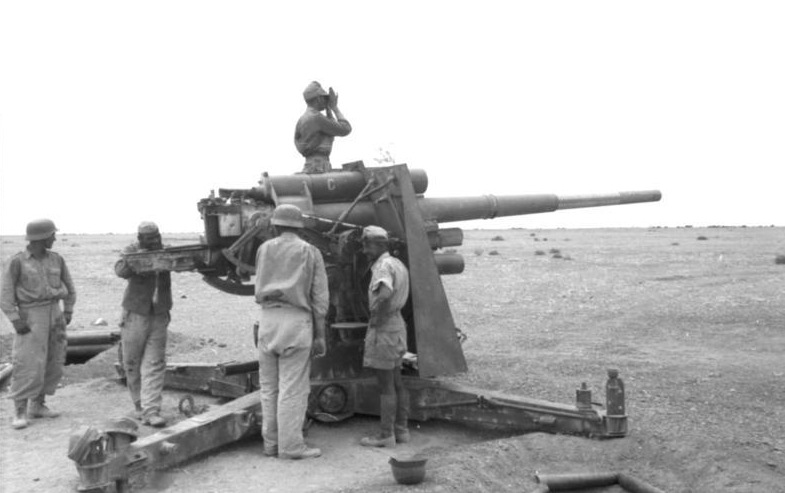
Súng 88 ly Flak (Đức)

Bên kia, tướng Đức von Thoma báo cáo với Rommel rằng ông chỉ còn 30 chiếc xe tăng đủ sức chiến đấu, lực lượng súng pháo chỉ còn một phần ba. Rommel quyết định lui quân về Fuka để bảo toàn lực lượng. Ông gọi Sư đoàn 132 Ariete Thiết giáp Ý từ phía nam lên tiếp ứng cho Quân đoàn XX Cơ động Ý tại Tel el Aqqaqir. Các đơn vị cơ động của Rommel (Quân đoàn XX, Afrika Korps, Sư đoàn Khinh binh 90 và Sư đoàn 19 Flak) phải bắt đầu chiến thuật vừa đánh vừa rút lui, các đơn vị khác thì tùy cơ ứng biến rút lui để không bị địch quân gây tổn thất.

#### Ngày D + 11: Thứ Ba, 3 tháng 11
Lúc 1 giờ sáng ngày 3 tháng 11 Lữ đoàn 7 Cơ động Anh mở cuộc tấn công đường Rahman nhưng vì nghe lệnh quá trễ không kịp thăm dò tình trước lại gặp địch quân phản kích dữ dội nên phải bỏ cuộc. Chỉ huy Anh ra lệnh cho Lữ đoàn 2 Thiết giáp cùng Lữ đoàn 133 Vận tải và Lữ đoàn 8 Thiết giáp tiến ra đánh về phía tây nam. Hai bên đánh nhau suốt buổi. Lữ đoàn 2 Thiết giáp bị Afrika Korps và Sư đoàn Littorio cầm chân không tiến lên được. Lữ đoàn 8 Thiết giáp cũng gặp khó khăn khi đụng phải các ụ súng chống tăng và xe tăng của Sư đoàn Ariete Ý.

### Giai đoạn 5: Vượt thoát

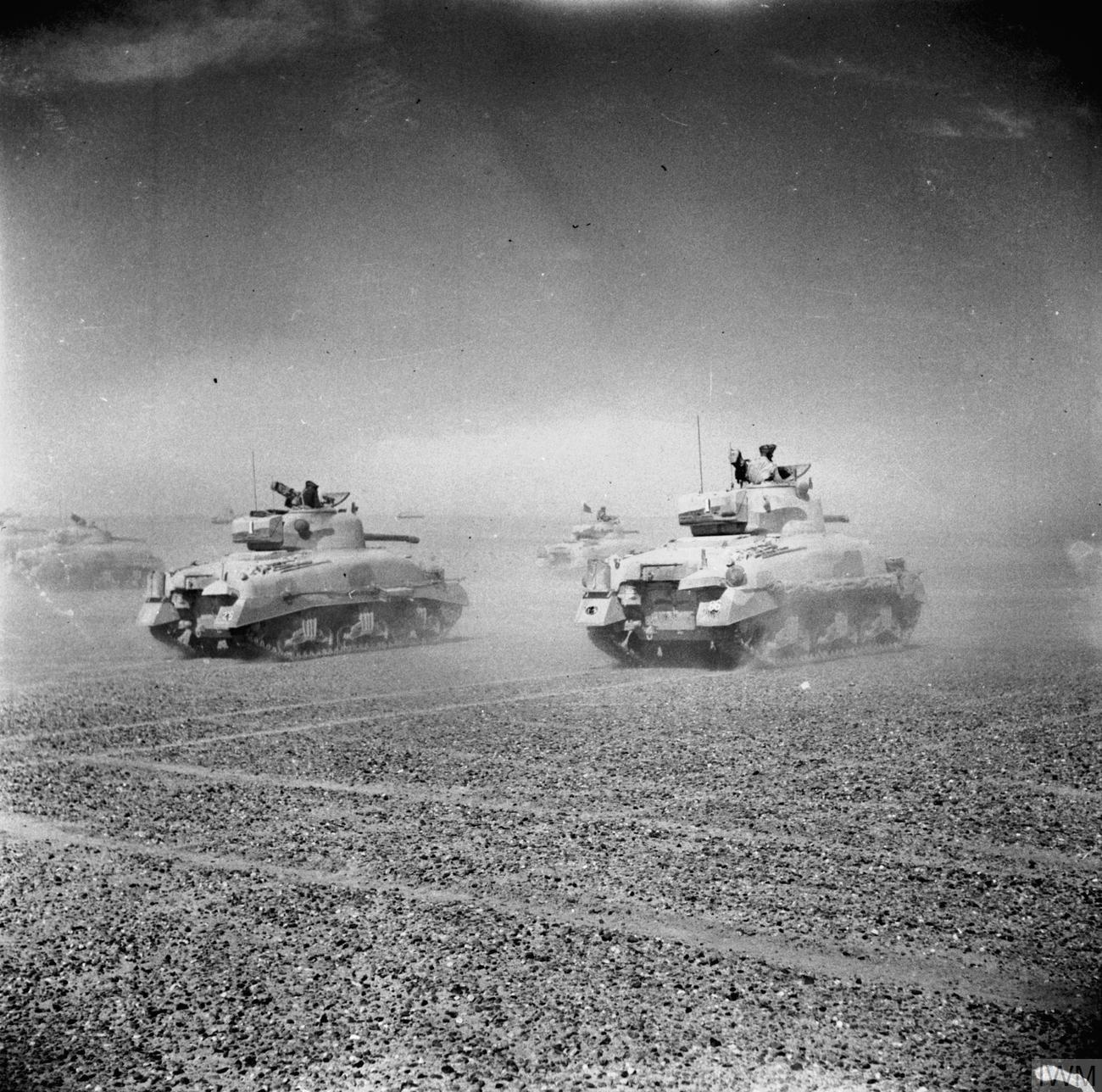
Xe tăng Sherman thuộc Tập đoàn quân 8 tiến qua sa mạc.

Ngày 2 tháng 11 Rommel báo cáo với Hitler: "Sau 10 ngày chiến đấu lực lượng đoàn quân đã kiệt quệ đến độ không còn khả năng chống cự hữu hiệu đợt tấn công sắp tới của quân địch. Vì xe cộ khan hiếm, cuộc di tản thứ tự của các đơn vị không cơ giới hầu như không thể thi hành được. Trong hoàn cành như thế này, chúng ta phải, ít nhất, nghĩ đến việc sa thải dần dần đoàn quân." Lúc 1 giờ rưỡi chiếu ngày 3 tháng 11 Rommel nhận được thư trả lời của Hitler:
"Gửi đến Thống chế Rommel. Với lòng tin yêu vào khả năng chỉ huy của ông và sự can đảm của quân đội Đức-Ý dưới chỉ huy của ông, nhân dân Đức và cá nhân tôi vẫn luôn theo dõi cuộc đấu tranh anh dũng tại Ai Cập. Trong hoàn cảnh ông đang thấy mình lâm vào ở đó, chẳng còn suy nghĩ nào khác hơn là phải cố giữ, không nhường một tấc đất và ném hết tất cả súng ống và nhân lực vào cuộc chiến. Lực lượng không quân sẽ được Bộ Tư lệnh Miền Nam gửi đến tiếp ứng. Duce (Lãnh tụ Ý - Mussolini) và Tư lệnh Ý cũng đang cố gắng hết sức tiếp ứng để ông tiếp tục chiến đấu. Địch quân của ông chắc cũng gần cạn hết lực lượng. Đây không phải là lần đầu trong lịch sử lòng kiên quyết sẽ chiến thắng đại quân thù địch. Đối với lính của ông, hãy cho họ thấy chẳng còn con đường nào hơn chiến thắng hay chết. Adolf Hitler"
Thống chế Rommel
Mussolini cũng gửi một thư tương tự cho chỉ huy quân lực Ý tại Bắc Phi. Rommel nhận biết cấp trên đòi hỏi chuyện không thể làm được. Nhưng sau đó ông liền nghĩ cách xoay xở tình hình. Quân đoàn X và XXI Ý và Sư đoàn 90 khinh binh Đức được trọng trách giữ vững vị trí trong khi Afrika Korps rút lui 6 dặm về phía tây trong đêm 3 tháng 11. Quân đoàn XX Ý và Sư đoàn Ariete kéo vào thay thế. Sau đó Rommel điện cho Hitler, hứa sẽ giữ vững chiến tuyến.
Trong lúc này không quân Anh liên tục đánh phá quân phe Trục. Trong vòng 24 tiếng đồng hồ ngày 3 tháng 11, 1.208 phi vụ ném 396 tấn bom vào quân địch. Tối ngày 3 tháng 11 Montgomery ra lệnh tấn công tuyến đường Rahman. Lữ đoàn 152 và trung đoàn 8 RTR đánh vào địa điểm 2 dặm về phía nam Tel el Aqqaqir. Lữ đoàn 5 Ấn Độ đánh vào vùng đất 4 dặm về phía nam. Sáng hôm sau thì tới lượt Lữ đoàn 154 đánh thẳng vào Tel el Aqqaqir. Đợt tấn công của Lữ đoàn 152 gặp trở ngại vì thiếu thông tin, không rõ tình hình địch quân nên bị đánh lui, không đạt được mục tiêu chiến thuật. Hai lữ đoàn kia thành công dễ dàng vì phần lớn địch quân đã rút lui.

#### Ngày D + 12, Thứ Tư 4 tháng 11

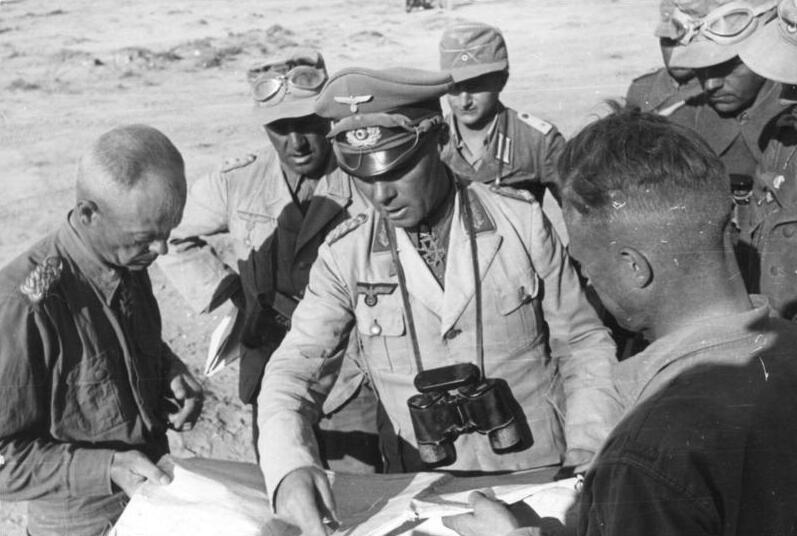
Rommel và tham mưu tại Bắc Phi năm 1942

Ngày 4 tháng 11 Tập đoàn quân 8 Anh bắt đầu đặt kế hoạch truy đuổi quân phe Trục. Sư đoàn 1 và 7 Thiết giáp được lệnh tiến về phía bắc trong khi Sư đoàn 2 New Zealand cùng 2 lữ đoàn lục quân vận tải, Lữ đoàn 9 Thiết giáp, Lữ đoàn 4 Thiết giáp Nhẹ tiến về phía tây, tạo thế gọng kìm đánh dồn quân địch đang chạy về hướng Fuka. Quân New Zealand mệt mỏi không kịp chấn chỉnh hàng ngũ, lại gặp bãi mìn của quân Đức gài sẵn làm chậm bước hành quân. Đến chiều mới chỉ tiến được 15 dặm. Lữ đoàn 9 Thiết giáp thụt lại ra sau, và Lữ đoàn 6 còn đi sau xa hơn nữa.
Sư đoàn 1 và 7 Thiết giáp Anh theo lệnh đánh Sư đoàn Khinh binh Đức nhưng gặp trở ngại. Sư đoàn 1 đụng phải Sư đoàn 21 Panzer Đức và phải chiến đấu suốt ngày mới đẩy lui thiết giáp Đức được 8 dặm. Sư đoàn 7 thì đụng phải Sư đoàn Thiết giáp Ariete Ý. Quân Ý cầm cự dũng cảm cho đến khi bị tiêu diệt. Hai sư đoàn Littorio và Trieste của Ý cố sức chiến đấu đến viện đạn cuối nhưng cũng bị tiêu diệt trong ngày 4 tháng 11.
Gần trưa, Rommel biết quân mình lâm nguy: "Tình hình xế trưa ngày 4 như sau: quân thiết giáp hùng hậu của địch... chọc thủng một lỗ lớn rộng 12 dặm trên phòng tuyến của quân ta, những đơn vị thiết giáp tiếp tục tràn qua đó kéo về phía tây. Hậu quả là quân ta ở phía bắc bị quân địch tạo thế vòng cung bao vây với số xe tăng gấp 20 lần. Chúng ta không còn quân dự bị, tất cả nhân lực và súng đạn đã được ném hết ra trận tiền. Và giờ đây sự thật đã đến, sự việc chúng ta lâu nay cố gắng hết sức tránh né đã xảy ra, trận tuyến đã vỡ và lực lượng cơ giới của địch quân chạy thả cửa vào đánh hậu quân của ta. Lệnh trên ban xuống không còn hữu hiệu. Chúng ta phải cứu lấy những gì có thể cứu vãn được".
Rommel đánh điện cho Hitler biết sự thể và trình bày kế hoạch tháo chạy về Fuka. Quân phe Trục thua tơi bời. Tướng von Thoma bị bắt làm tù binh, hai sư đoàn Ý Ariete và Trento bị vây khốn. Đến 5 giờ rưỡi chiếu, Rommel không còn thời giờ chờ hồi âm của Hitler, bèn ra lệnh rút lui. Vì thiếu khả năng vận tải, các đơn vị Ý bị bỏ rơi, mặc cho số phận của họ. Cơ hội cứu thoát các toán quân Ý đã mất vì Hitler không cho lui quân trước đó.
Bên kia, Sư đoàn 1 Thiết giáp Anh đẩy một mũi dùi tấn công sâu vào lòng địch thẳng vào El Daba tiến quân được khoảng 15 dặm dọc bờ biển. Sư đoàn 7 tấn công Galal thêm 15 km xa hơn về phía tây của tuyến đường xe lửa. Trong lúc này quân New Zealand vẫn còn loay hoay qua các bãi mìn "giả" và tranh sức với Sư đoàn 15 Panzer Đức.

#### Ngày D + 13, Thứ Năm 5 tháng 11

Bernard Montgomery đang quan sát xe tăng Đồng Minh tiến quân, tháng 11 năm 1942

Montgomery lúc này muốn dứt điểm tàn quân của Rommel. Ông cho Sư đoàn 7 chạy băng qua vùng đất trống chận đánh đường chuyên chở ở cửa biển tại Sidi Haneish, khoảng 65 dặm (105 km) về phía tây đường Rahman. Sư đoàn 1 đang đóng ờ phía tây El Daba được lệnh quẹo lại, băng qua sa mạc đến chiếm Bir Khalda, cách đường Rahman 80 dặm (130 km) về phía tây, cắt đứt đường rút lui của địch quân tại Mersa Matruh.. Nhưng cả hai công tác đều thất bại. Sư đoàn 7 chạy hết ga nhưng tối đến mà vẫn cách mục tiêu 20 dặm. Sư đoàn 1 ráng chạy nguyên đêm để đạt mục tiêu. Nhưng do trời tối quá, quân ngũ tách rẽ và hết xăng phải nằm ụ cách mục tiêu BirKhalda 16 dặm (26 km) vào sáng ngày 6 tháng 11.
Vì trận tuyến thay đổi lung tung, không quân Anh muốn tấn công lục quân Đức cũng không dễ vì luôn sợ oanh tạc nhầm vào quân của mình.

#### Ngày D + 14, Thứ Sáu 6 tháng 11
Ngày 6 tháng 11 lúc 11 giờ sáng, loạt xe tiếp xăng "B" Echelon liên hệ kịp với Sư đoàn 1 Thiết giáp Anh nhưng chỉ thêm xăng được cho hai trung đoàn để tiếp tục truy đuổi đánh chặn đường lui của quân Đức. Chẳng may hai trung đoàn lại hết xăng dọc đường, cách Mersa Matruh 30 dặm (48 km) về phía tây nam. Một đoàn xe tiếp dầu khởi hành từ El Alamein tối hôm trước nhưng bị trễ vì trở ngại đường sá. Đã thế trời lại đổ mưa ngày 6 tháng 11 làm đoàn xe bị lún sình 40 dặm cách chỗ hẹn và không tiếp tế được cho Sư đoàn 1.
Trong buổi sáng ngày tháng 11, Sư đoàn 2 New Zealand tiến đến Sidi Haneish và Lữ đoàn 8 của Sư đoàn 10 Thiết giáp tiến từ Galal về phía tây chiếm phi trường của Fuka. Sư đoàn 7 lúc đó đang bọc hậu cách Sidi Haneish 15 dặm thì đụng phải Sư đoàn 21 Panzer và toán trinh sát Voss của Đức. Hai bên bắn phá qua lại đến tối. Quân Đức thiệt mất 16 xe tăng và một số súng lớn nhưng chạy thoát khỏi vòng vây và kéo về Mersa Matruh.
Tuy vẫn gặp khó khăn nhận rõ mục tiêu, không quân Hoa Kỳ tham chiến bằng những cuộc oanh tạc vào Tobruk, bắn chìm tàu dầu Etopia (2.153 tấn), tấn công Benghazi, bắn chìm tàu Mars và bắn cháy tàu dầu Portofino (6.424 tấn).

#### Ngày D + 15-18, Thứ Bảy-Thứ Tư 7-11 tháng 11
Mưa tiếp tục đổ vào ngày 7 tháng 11 làm lầy lội và Sư đoàn 7 không di chuyển gì được. Sư đoàn 10 Thiết giáp lợi dụng đường gần bờ biển còn tốt và nhiều xăng, kéo đến đánh Mersa Matruh trong khi lục quân dọn dẹp đường đi phía tây Galal.
Rommel dự tính sẽ chống cự tại Sidi Barrani cách Matruh 80 dặm về phía tây, để tàn quân đủ thì giờ chạy qua con đèo hẹp xuyên qua giốc cao ở khu vực Halfya và Sollum. Quân Đức chạy ra khỏi Matruh tối ngày 7 sáng ngày 8 tháng 11  nhưng chỉ có thể cầm cự tại Sidi Barrani đến tối ngày 9 tháng 11 thì lại bỏ chạy. Tối ngày 10 tháng 11 quân New Zealand tiến đến Sollum, đẩy Lữ đoàn 4 Thiết giáp Nhẹ vào chân đèo Halfya. Sư đoàn 7 trong khi đó quay lại phía nam tấn công Đồn Capuzzo và Sidi Azeiz. Sáng ngày 11 quân New Zealand tràn lên con đèo, bắt được 600 tù binh Ý.
Hết ngày 11 tháng 11, toàn thể biên giới Ai Cập thuộc về Đồng Minh, nhưng Montgomery bị thiếu tiếp tế nên chỉ ra lệnh cho các đơn vị pháo binh, cơ giới và bọc thép tiếp tục truy đuổi trong khi các đơn vị còn lại phải nghỉ mệt chờ trang bị hạ tầng cơ sở và tiếp vận.

## Bản đồ diễn tiến của trận đánh

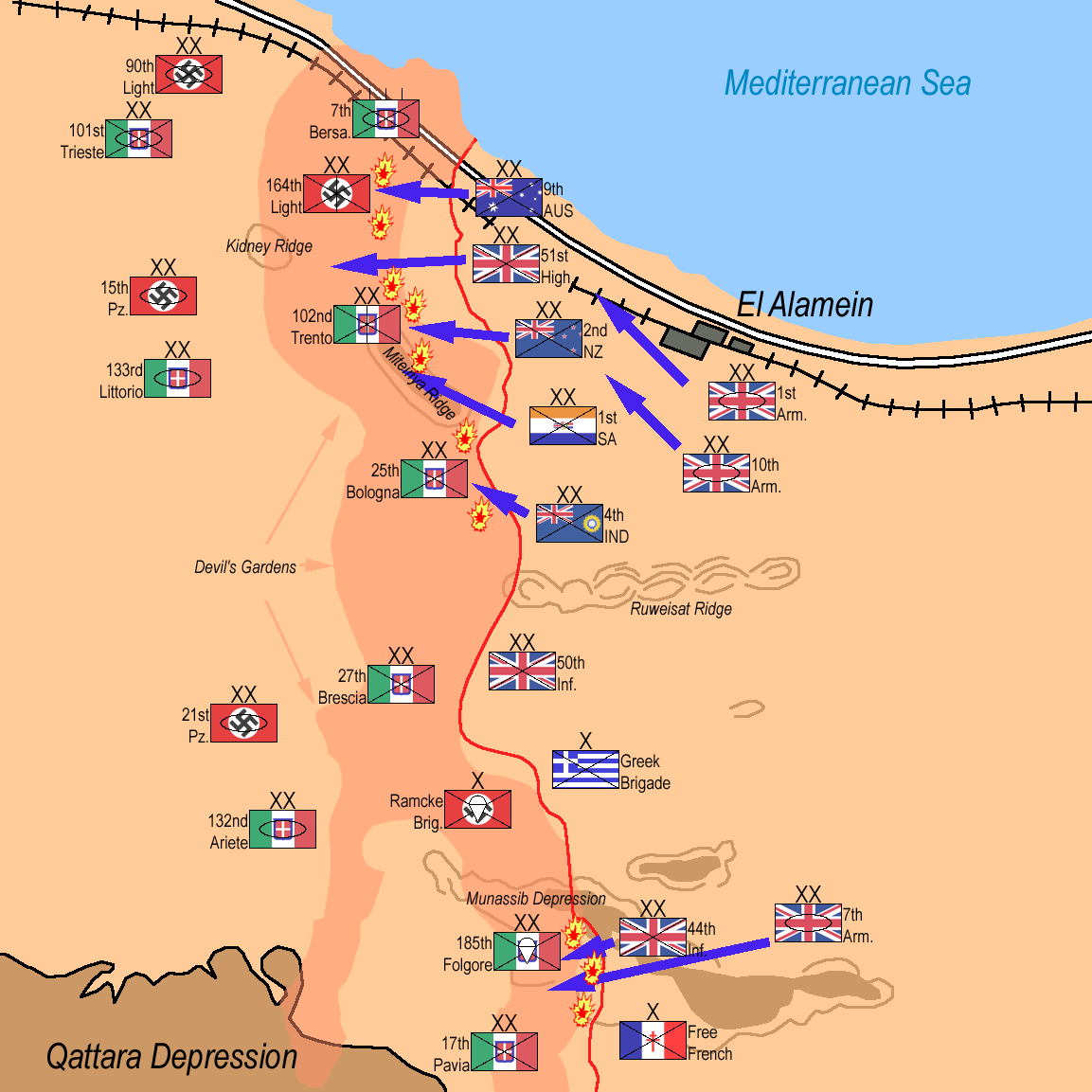
Đồng Minh tấn công: 10 giờ tối 23 tháng 10
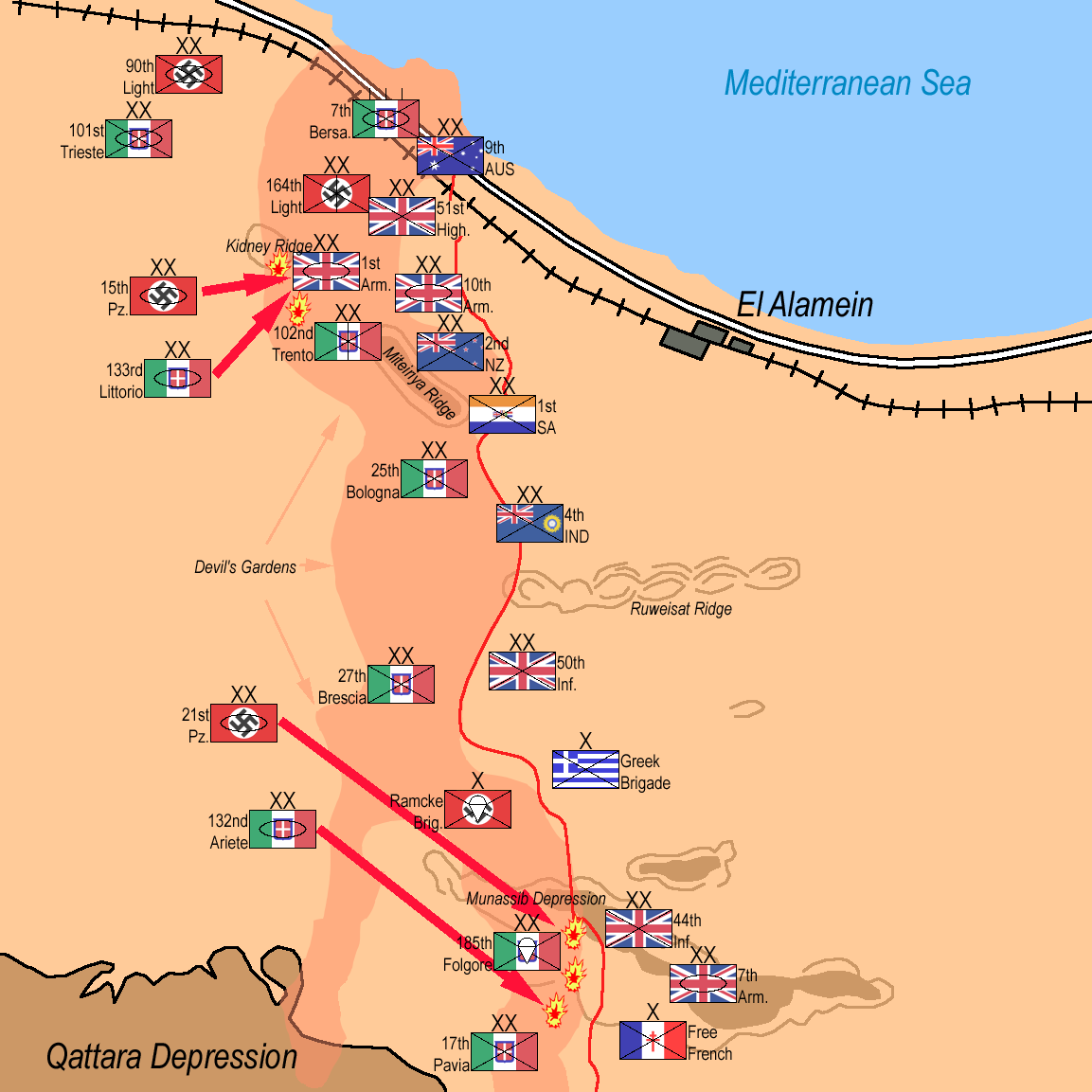
Trục phản công: 6 giờ tối 24 tháng 10
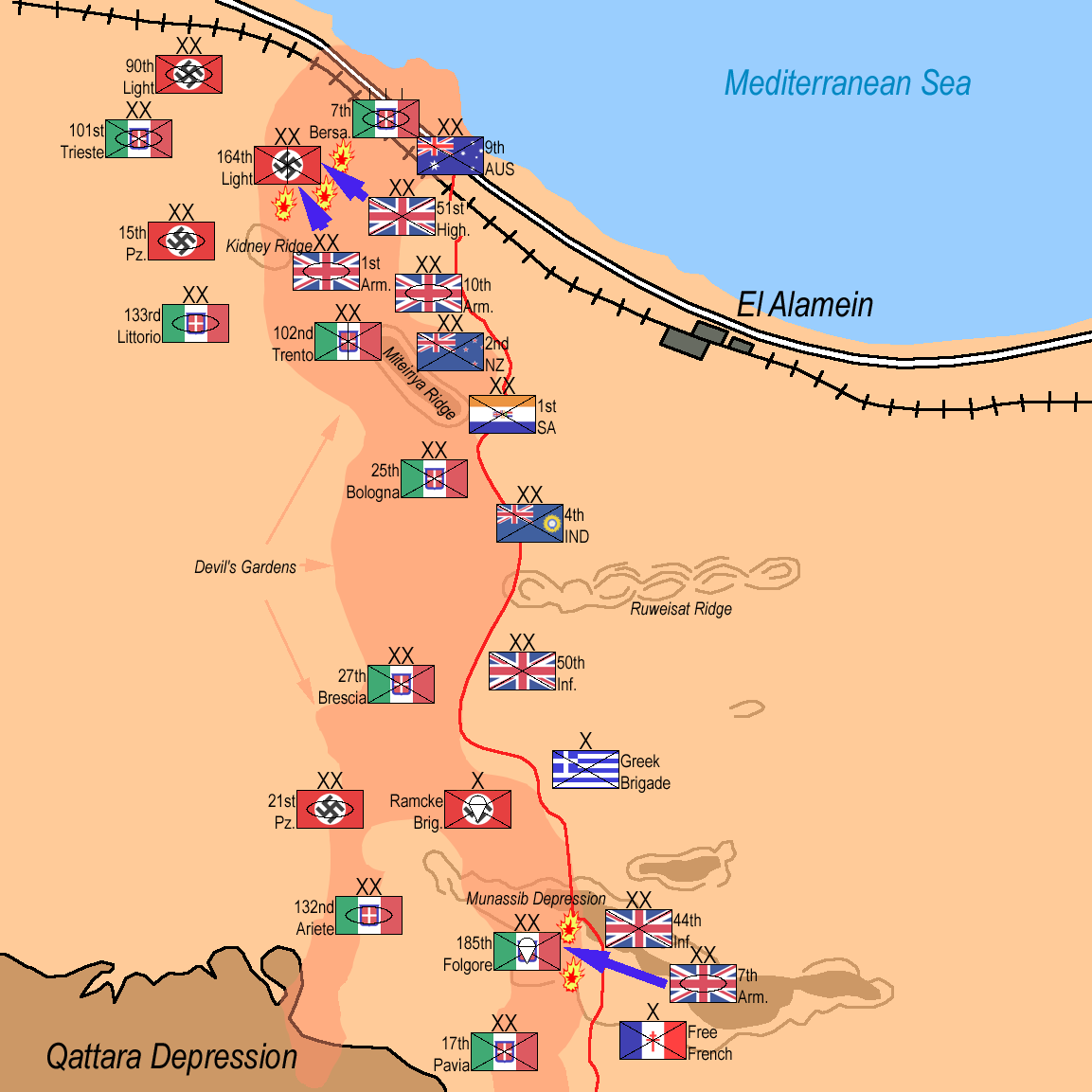
Đồng Minh đánh vòng phòng thủ: Tối 25 tháng 10
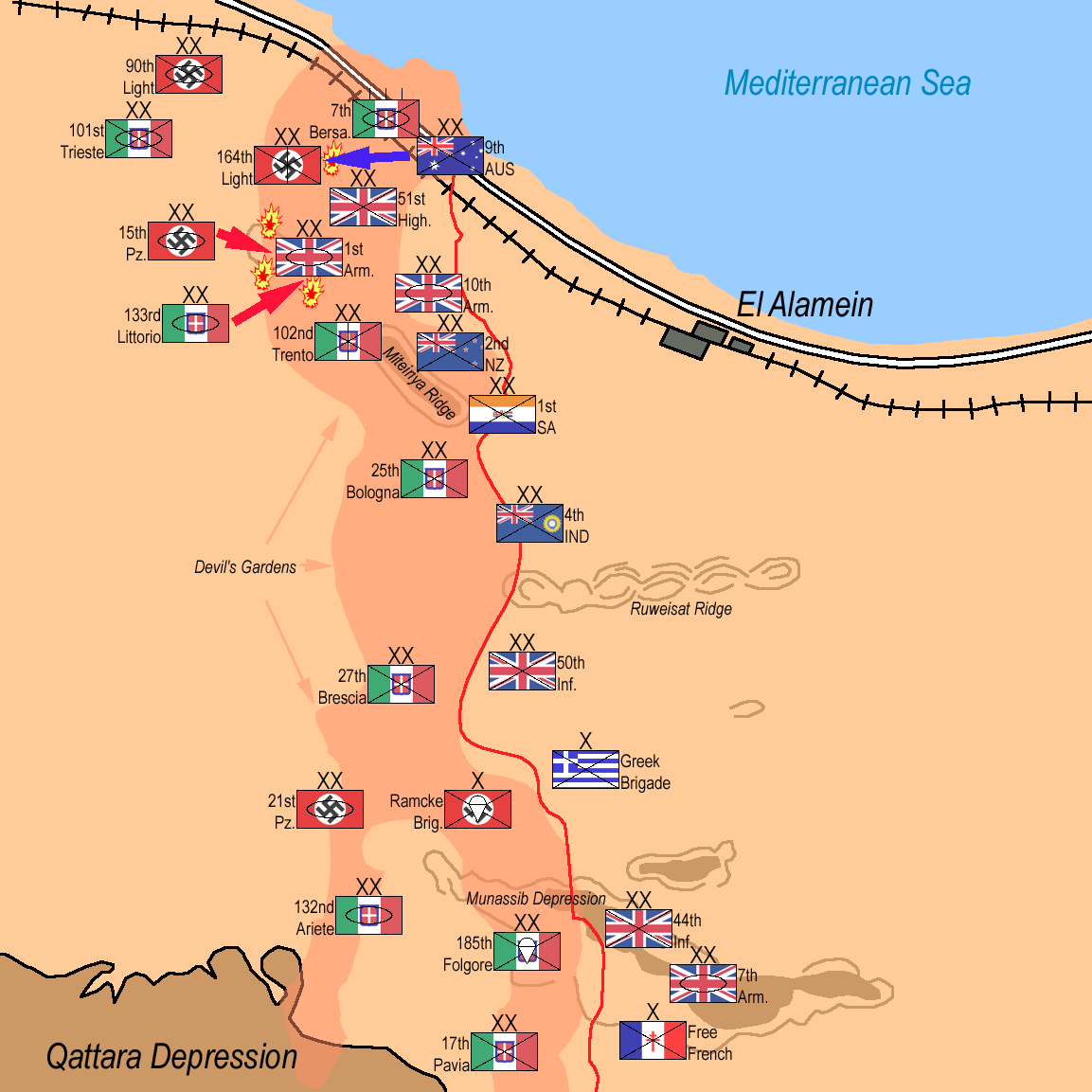
Trục phản công - Sư đoàn 9 Úc tấn công: Trưa 25 tháng 10
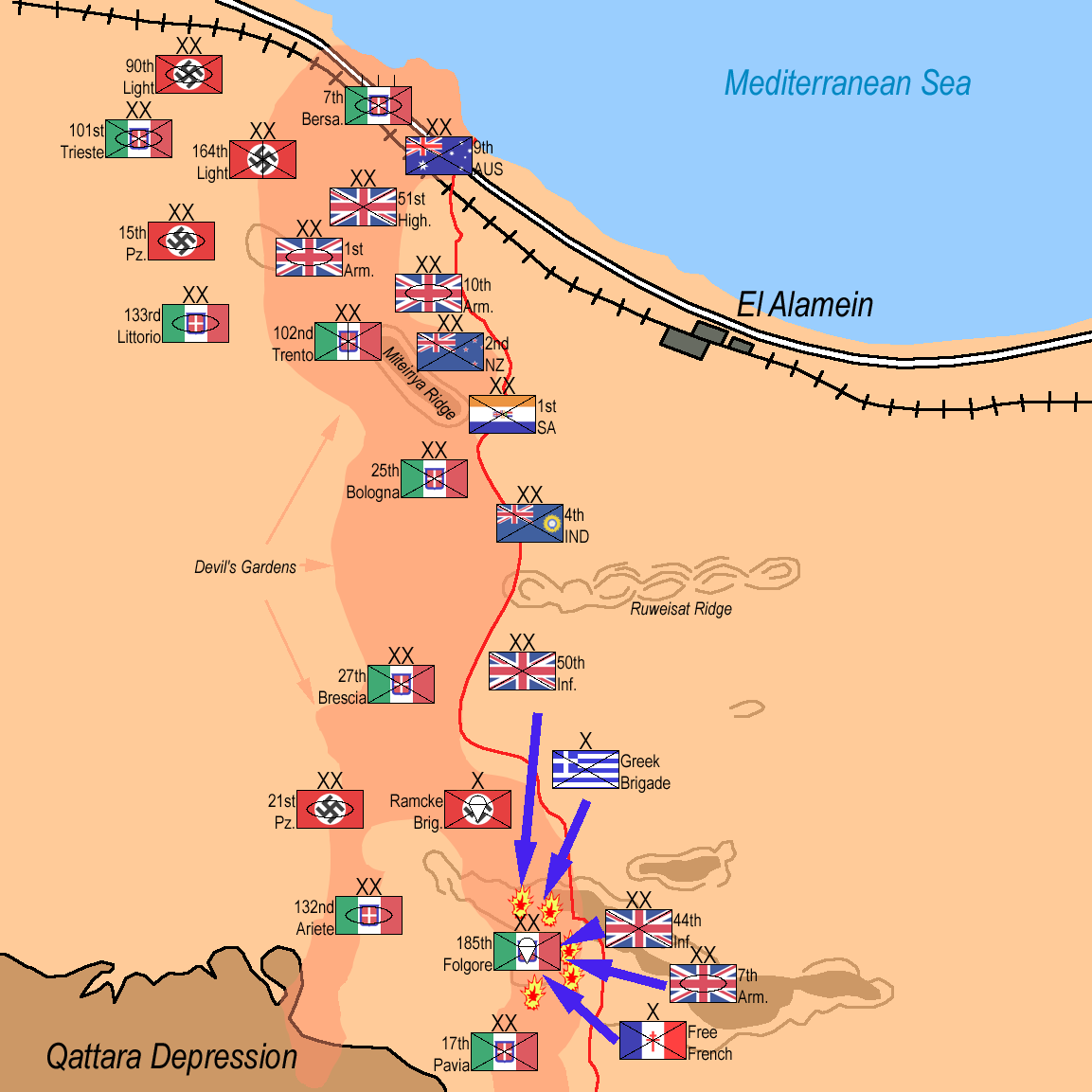
Folgore - Sư đoàn Dù tấn công 3 ngã: 10:30 giờ tối 25 tháng 10 đến 3 giờ sáng 26 tháng 10
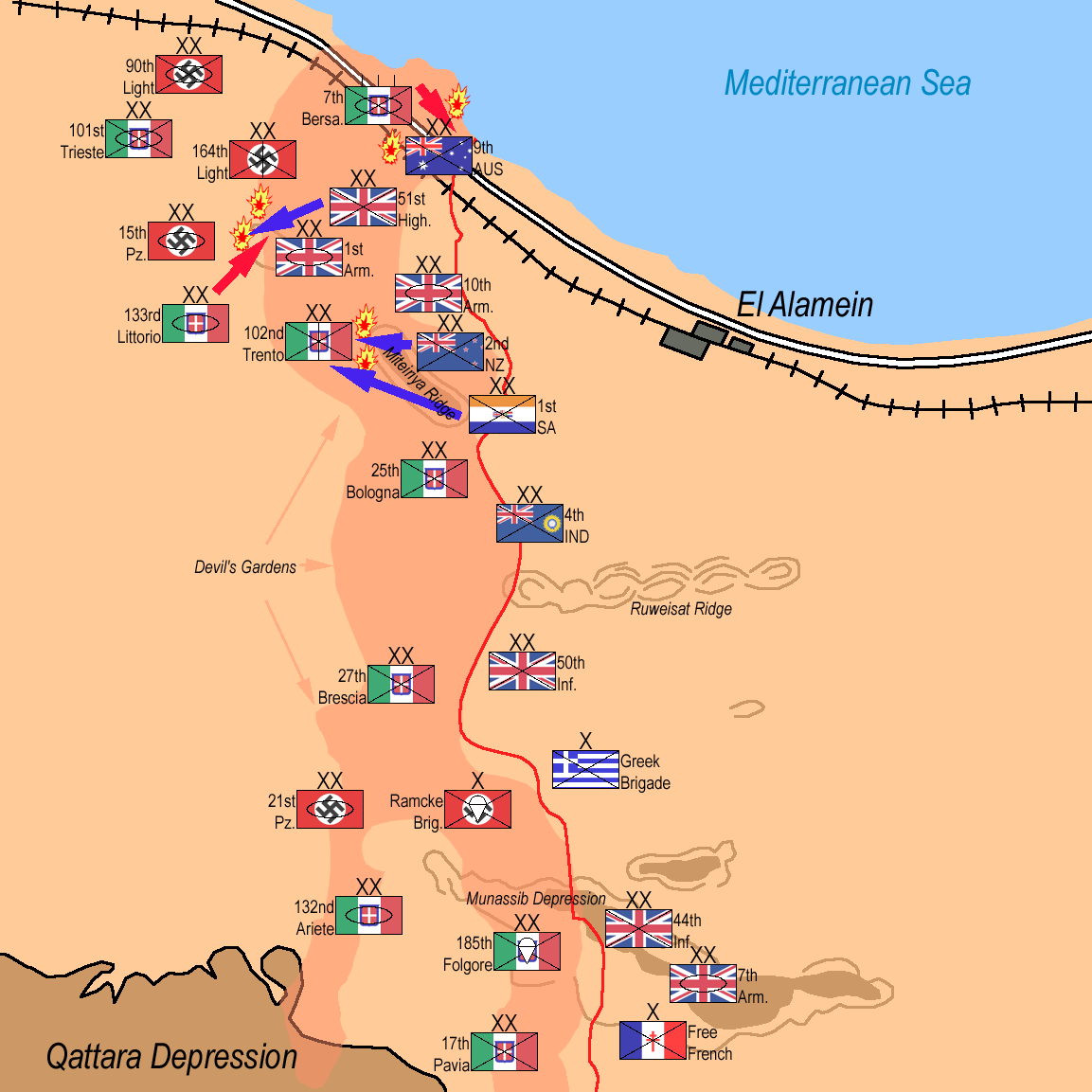
Đồng Minh advance- Sư đoàn Highland số 51 chiếm Kidney Ridge- Sư đoàn Littorio phản công: 5 giờ chiều 26 tháng 10
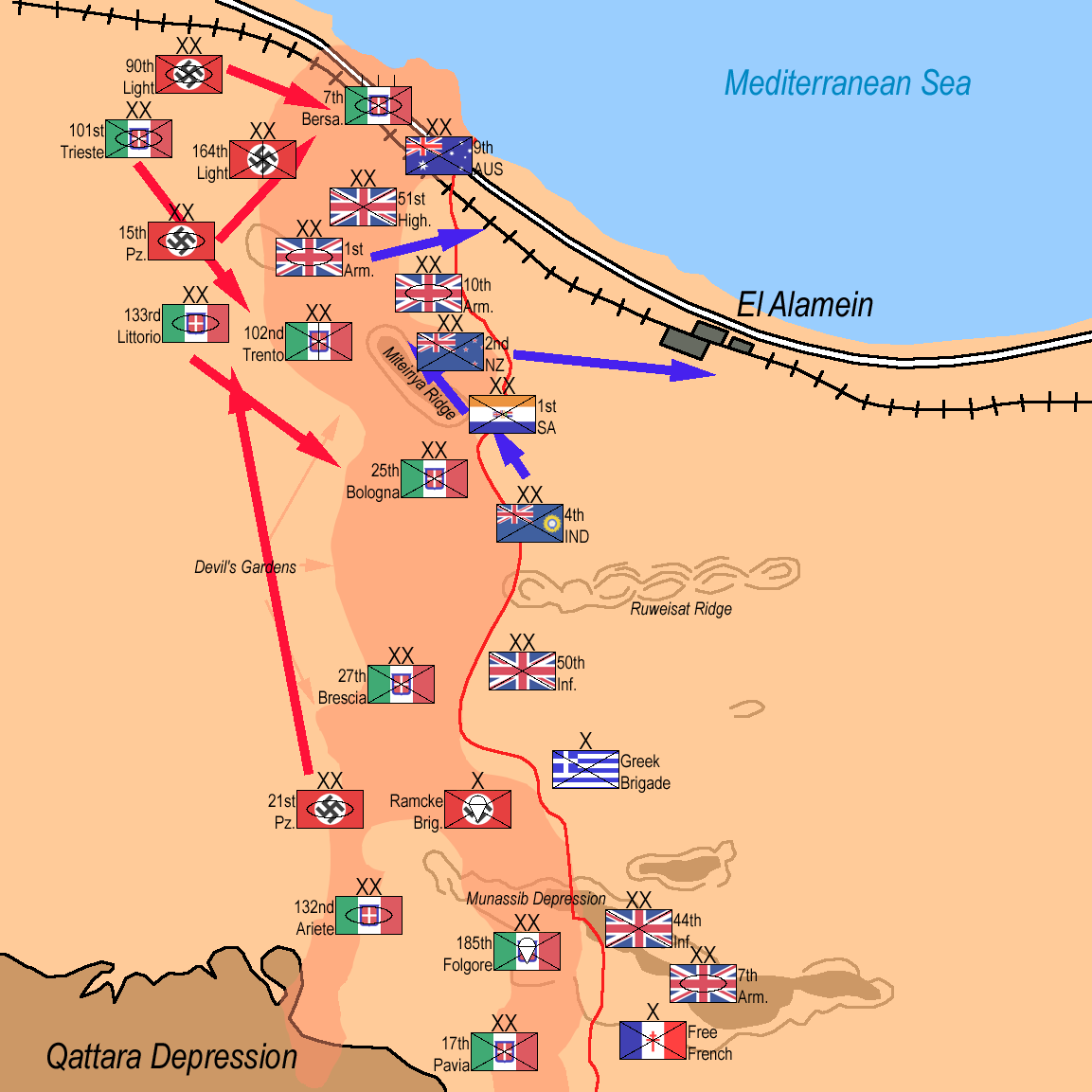
Hai bên ra trận: Tối 26 tháng 10 to 27 tháng 10
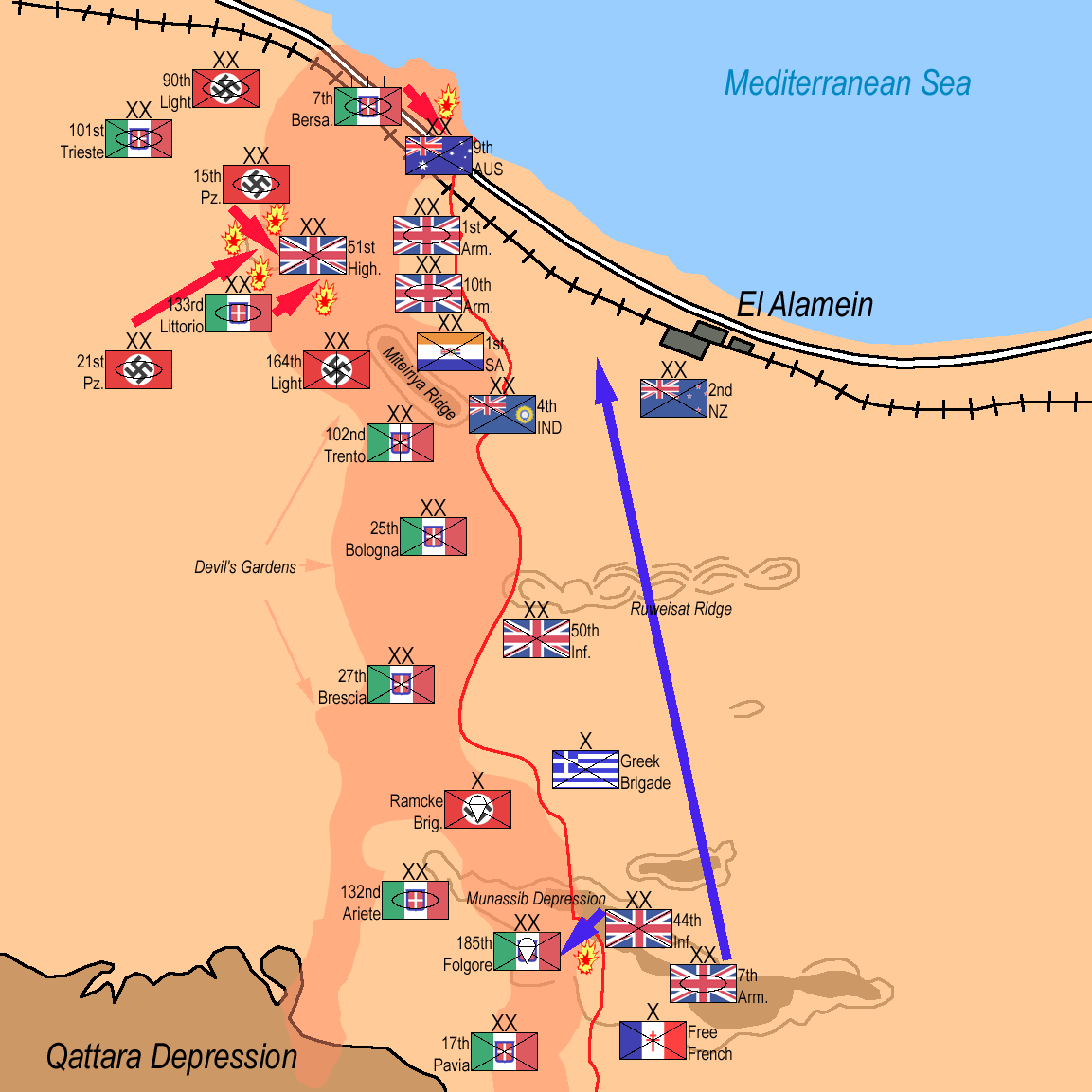
Trục không giành lại được thung lũng quả thận: 8 giờ sáng 27 tháng 10
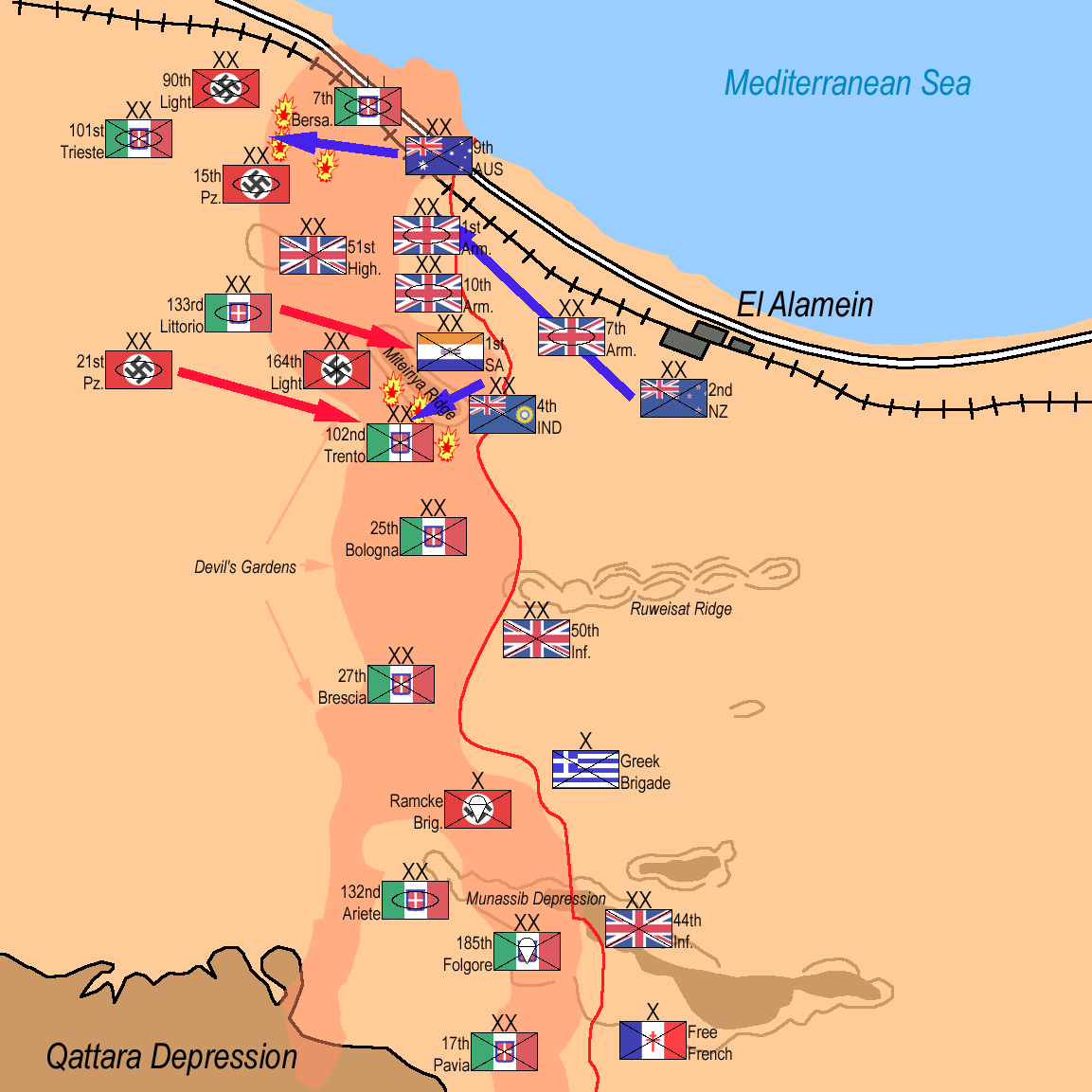
Đồng Minh đẩy lùi Sư đoàn Trento: 28 tháng 10
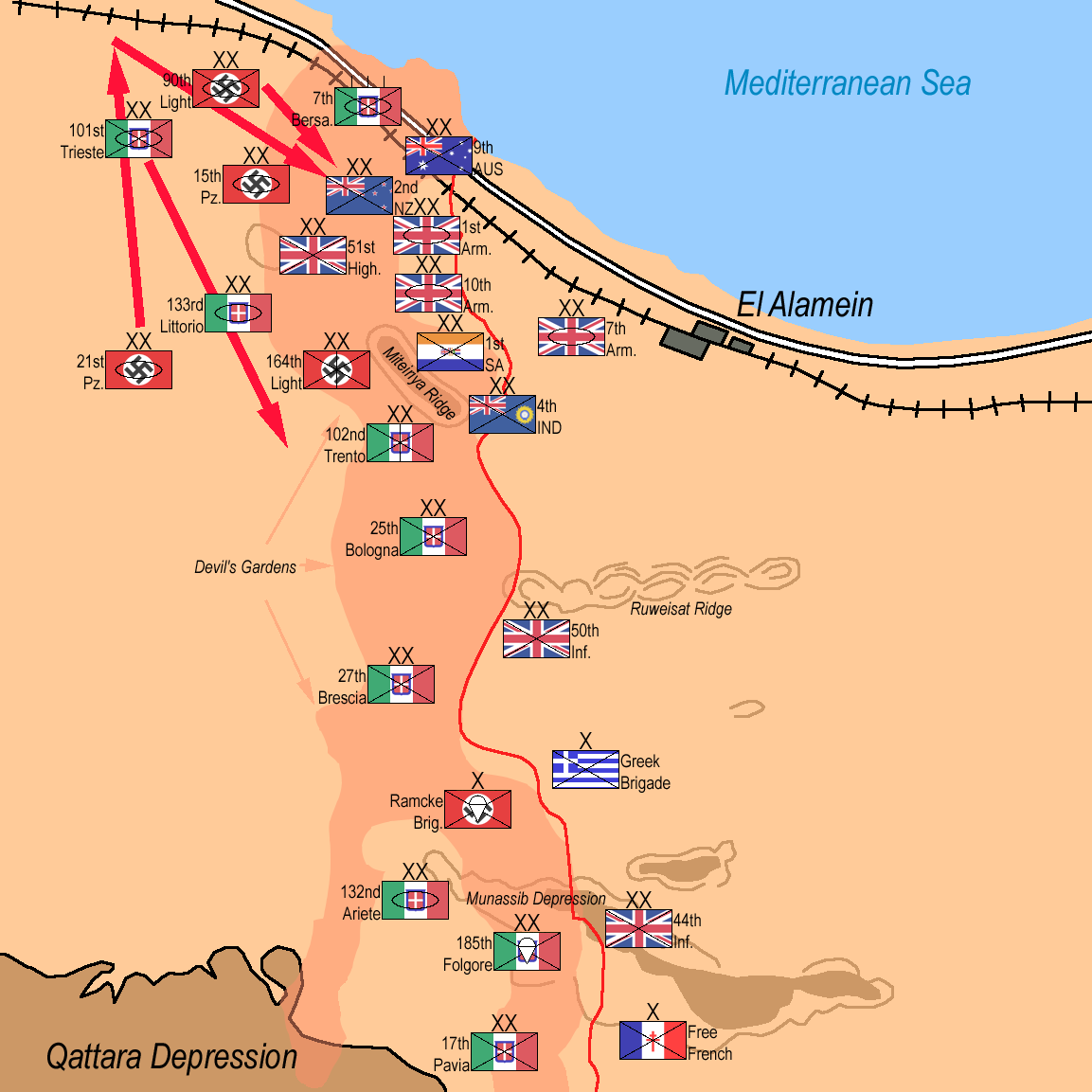
Rommel dàn quân: 29 tháng 10
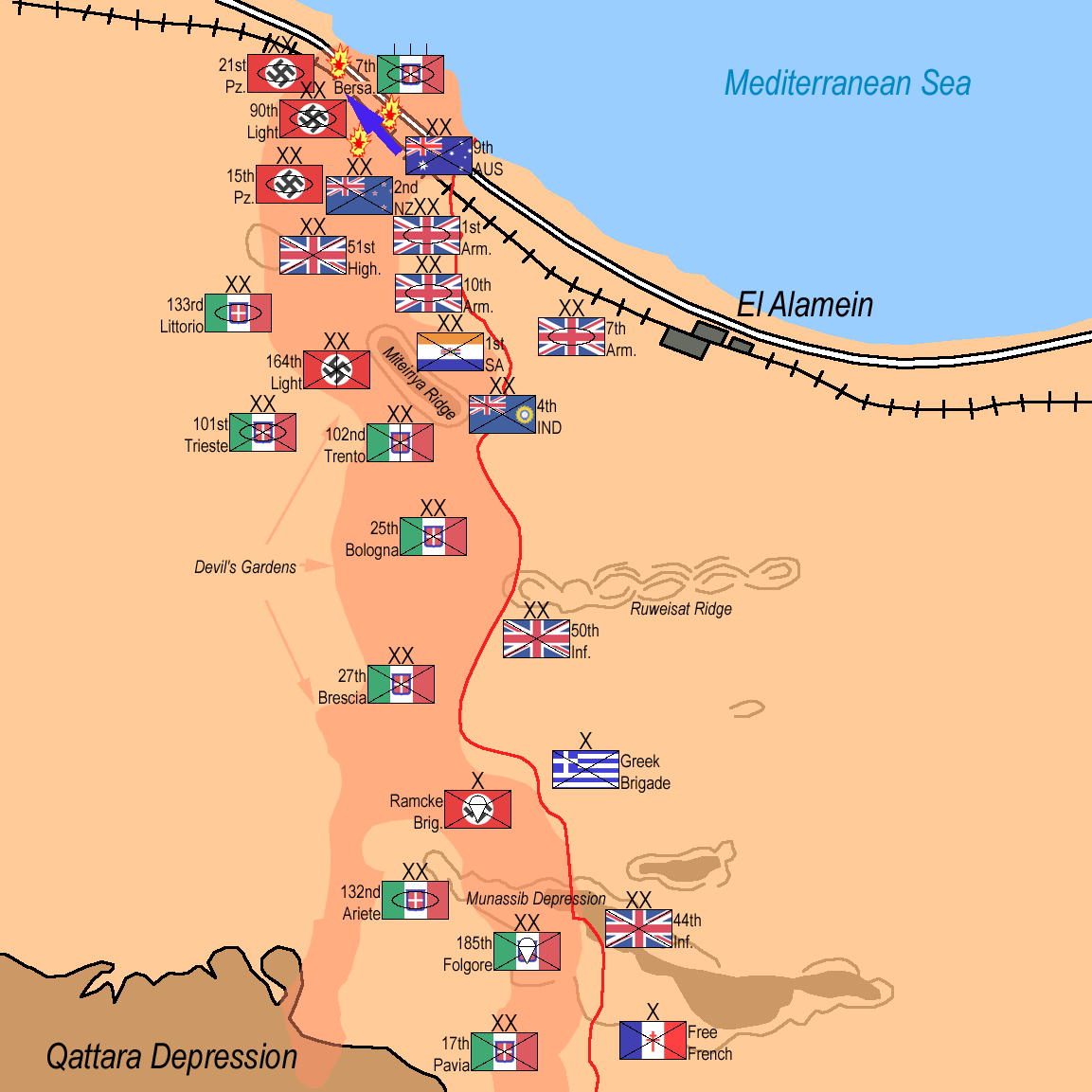
Chiến dịch Supercharge - Sư đoàn 9 Úc thất bại: 11 giờ tối 31 tháng 10 năm 1942.
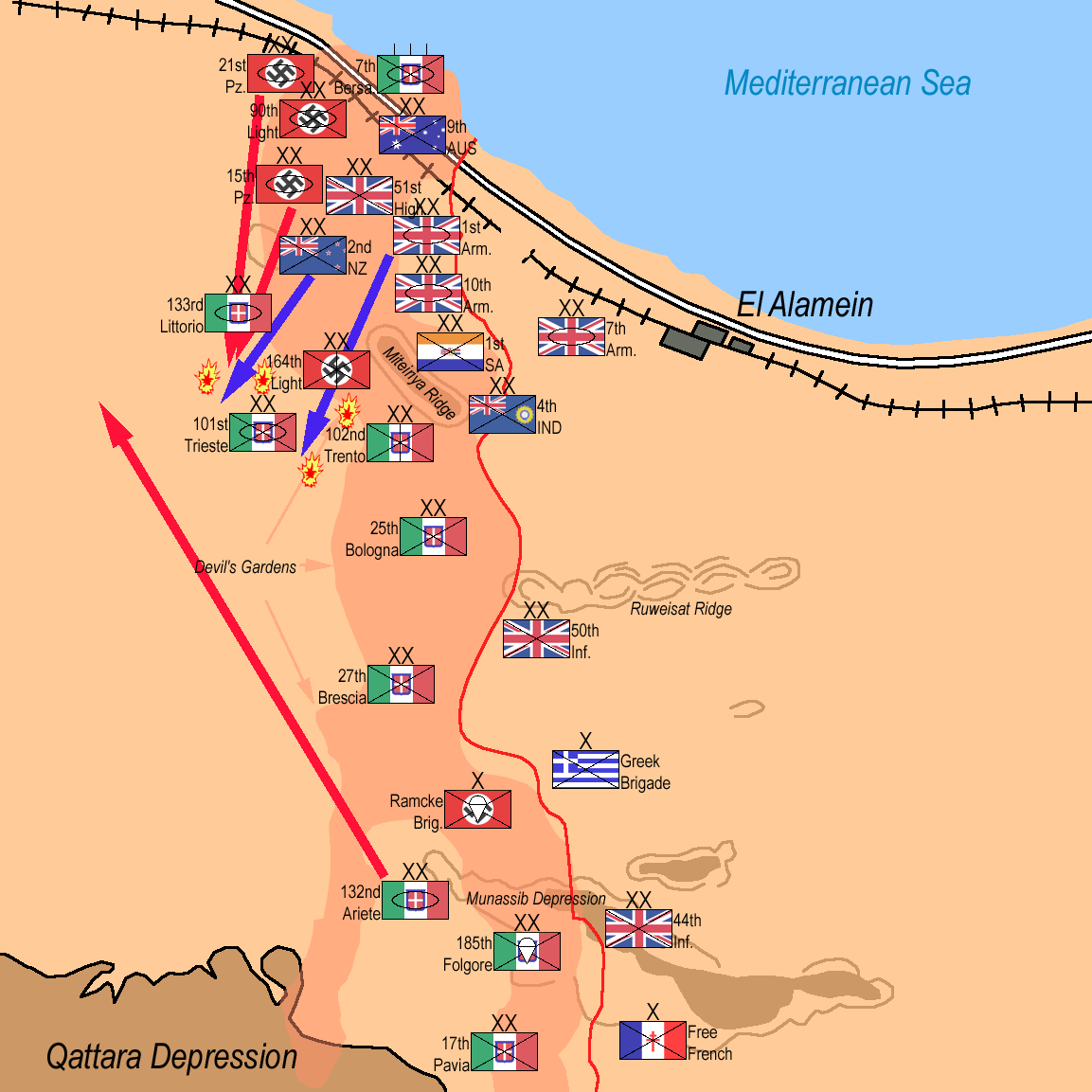
Trận đánh tại Tell el Aqqaqir: 9 giờ sáng 2 tháng 11; Trục bắt đầu rút lui: 10 giờ tối 2 tháng 11
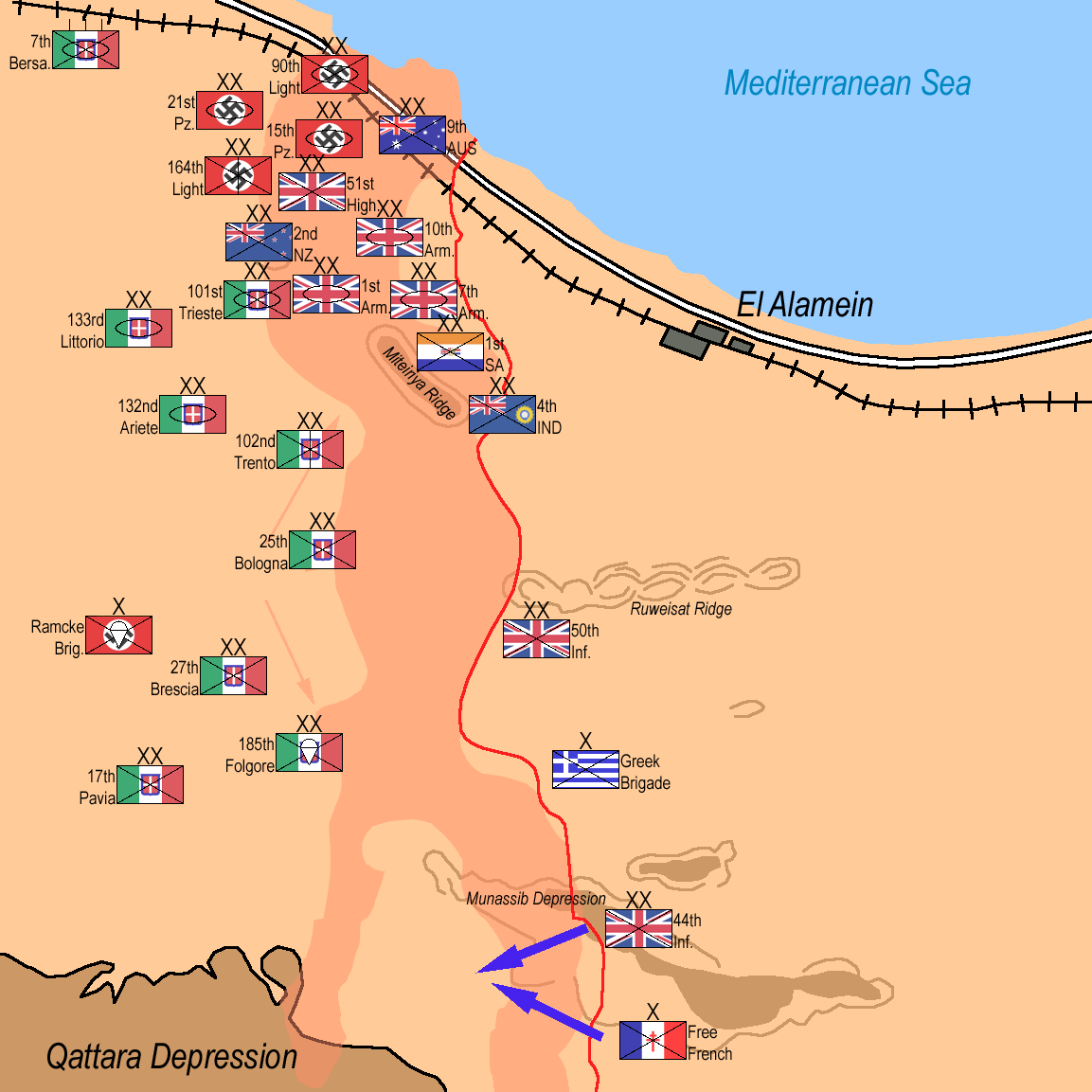
Trục bắt đầu rút lui: 3 tháng 11
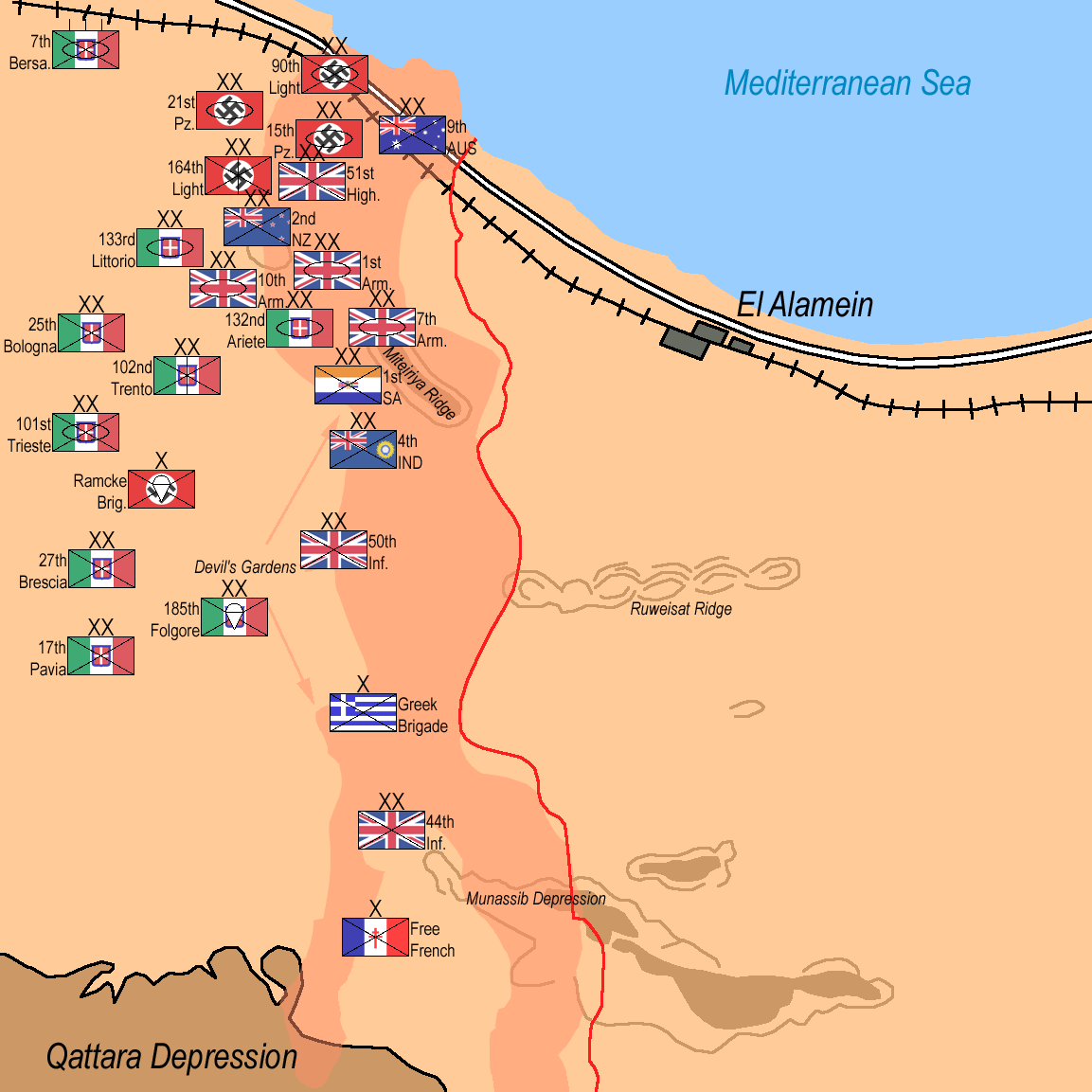
Trục buộc ngưng cuộc rút lui: 3 tháng 11
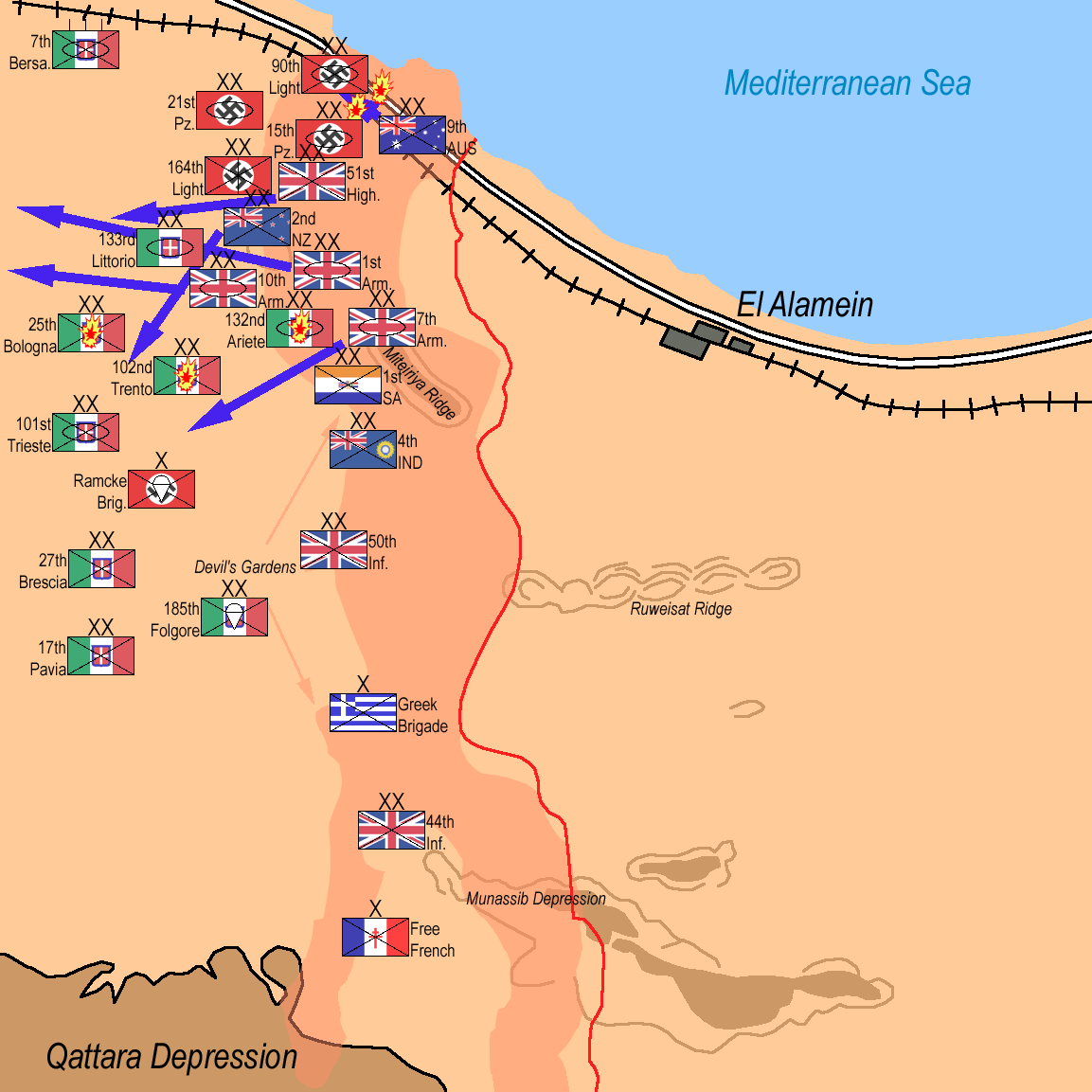
Quân Đồng Minh đột phá: 7 giờ sáng 4 tháng 11; Sư đoàn Ý Trento, Bologna và Ariete bị tiêu diệt, quân Trục tháo chạy

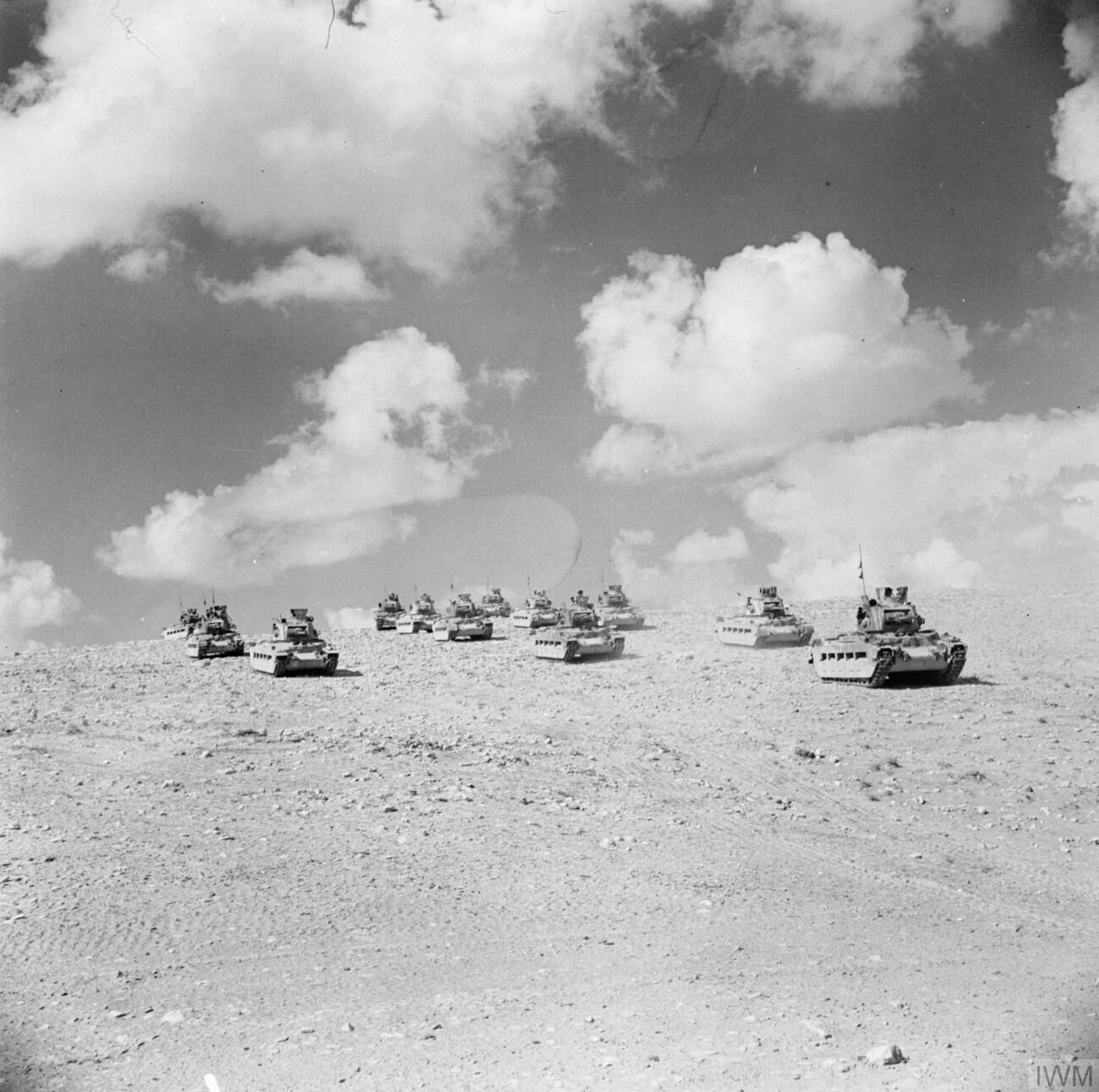
Quân Anh trên đường đến Tobruk từ El-Alamein.

## Hậu quả
Có thể nói rằng "Trước Alamein chúng ta không có một chiến thắng nào. Sau Alamein, chúng ta không có một chiến bại nào."

– Winston Churchill.
Sau trận El Alamein, quân Trục bỏ El Agheila chạy về phía tây. Quân Anh cũng đã từng đánh đến đây hai lần trước (đầu năm 1941 và đầu năm 1942) nhưng chưa tiến xa hơn được vì thiếu tiếp vận và phải chia quân cho các mặt trận khác. Lần này, trong khi quân Đức thì thiếu thốn kiệt quệ đủ mặt thì quân Anh có đầy đủ tiếp vận, lực lượng tăng cường liên tục. Chiến thắng này của quân Anh được xem là có tầm vóc trọng đại như một trong những thắng lợi quyết định của cuộc chiến và lịch sử Anh Quốc, mở đường cho toàn thắng của khối Đồng Minh trong chiến tranh. Đây cũng được xem là thắng lợi quyết định nhất của khối Đồng Minh trên bộ cho đến thời điểm ấy. Thất bại ở El Alamein cùng với thảm bại Stalingrad trong cuộc Chiến tranh Xô-Đức đã giết chết cái huyền thoại về Quân đội Đức "bất khả chiến bại". Mặc dù quân Đức dưới quyền Rommel đã chiến đấu anh dũng và gây tổn hại nặng nề cho quân Anh, đại bại tại El Alamein khiến cho ông chỉ còn một sự lựa chọn duy nhất là rút quân, dù Adolf Hitler ban lệnh cho ông phải cố giữ. Sau chiến thắng ở El Alamein, người Anh không bao giờ bị người Đức đánh thua một trận nhục nhã, bi đát nữa.
Lực lượng công binh Đồng Minh tham gia tu sửa lại các tuyến chuyên chở vận tải và lập dựng lại hạ tầng cơ sở từng bị quân Đức phá hủy trên đường rút lui. Tuyến xe lửa từ El Alamein đến Fort Capuzzo bị phá 200 chỗ nhưng đều được sửa chữa và có thể đem 133.000 tấn tiếp vận cho Tập đoàn quân 8 của Montgomery. Hải cảng ở Benghasi có thể nhận 3000 tấn hàng sau khi được tu sửa. Trước đó, vì bị tàn phá, ước tính chỉ có thể nhận 800 tấn. Montgomery từng biết Rommel có đòn chiến thuật đánh ngược nên dừng quân 3 tuần lễ tại El Agheila để chấn chỉnh hàng ngũ.
Ngày 11 tháng 12 Sư đoàn 51 và Sư đoàn 7 tiến theo bờ biển. Ngày 12 tháng 12 Sư đoàn New Zealand mở cuộc tấn công hông sườn của quân đoàn địch với mục đích cắt đường chạy ra biển của địch quân. Quân Trục tiếp tục phản công dữ dội và quân Đồng Minh chịu tổn thất khá nặng nề.
Quân Rommel chịu thiệt hại thê thảm trong trận El Alamein lần thứ hai: ông mất 75.000 lính, nhiền nghìn súng lớn và 500 xe tăng. Ông phải đặt chiến thuật tinh vi rút lui để bảo toàn lực lượng tàn quân. Ngày 15 tháng 12, quân New Zealand ra tới bờ biển. Rommel chia quân thành nhiều toán nhỏ và rút lui từng đợt qua các kẽ hở giữa các đơn vị của New Zealand.
Rommel mở cuộc rút lui cổ điển, dùng chiến thuật tiêu thổ phá hủy mọi dụng cụ và hạ tầng cơ sở trước khi lui quân và gài mìn, bẫy nổ khắp nơi tạo khó khăn cho địch quân khi đuổi theo. Tập đoàn quân 8 đến Sirte ngày 25 tháng 12 và lại phải nghỉ quân vì đội hình bị kéo giãn quá mỏng. Rommel lúc này đã thiết lập được tuyến phòng thủ tại Wadi Zemzem gần Buerat cách Tripoli 230 dặm (370 km) về phía đông. Rommel cùng chỉ huy quân Ý gửi thư xin tư lệnh tối cao cho phép lui quân về tận Tunisia để củng cố thêm lực lượng nhưng Mussolini từ chối, buộc đoàn Thiết giáp quân Trục phải đánh cho đến hơi thở cuối cùng tại Buerat.

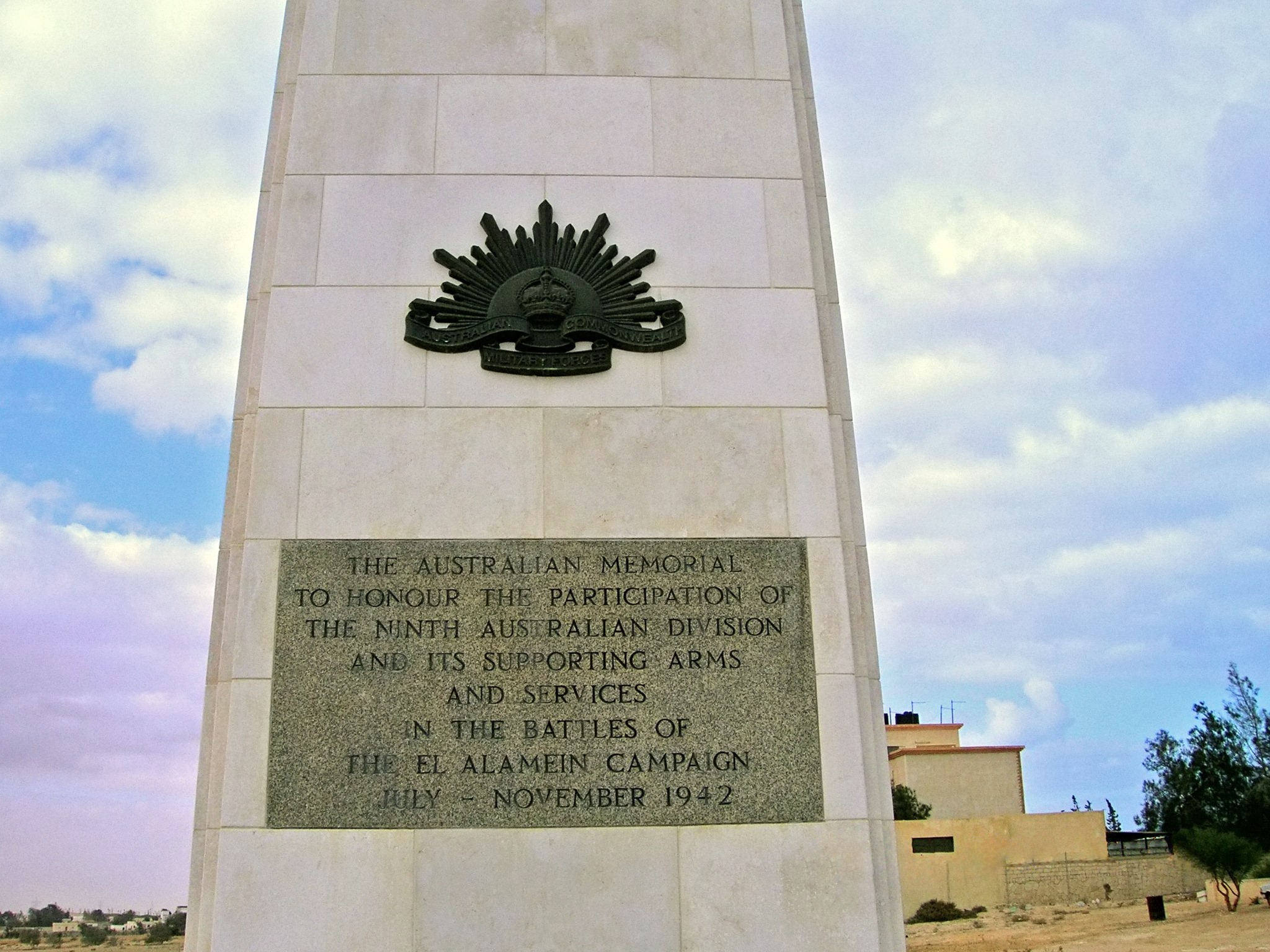
Đài tưởng niệm quân Úc thuộc Sư đoàn 9 Thiết giáp tại nghĩa trang El Alamein.

Chiến thắng ở El Alamein này đã khiến cho Montgomery được xem là một trong những vĩ nhân trong nền quân sử nước Anh. Để đạt được thắng lợi ấy, Montgomery đã diễn tập, chuẩn bị chu đáo, lập kế hoạch và hợp đồng kỹ lưỡng. Đó được coi là dấu ấn sâu sắc của Montgomery trong mọi trận đánh của ông sau đó.